# Сатклифф, Фрэнк Мидоу
Фрэнк (Фрэ́нсис) Ми́доу Са́тклифф (англ. Frank (Francis) Meadow Sutcliffe; 6 октября 1853, Хедингли, Лидс, Великобритания — 31 мая 1941, Слайтс, Великобритания) — английский фотограф и теоретик фотоискусства, представитель пикториализма и натурализма в фотографии, сын художника, педагога и художественного критика Томаса Сатклиффа.
Фрэнк Мидоу Сатклифф получил известность своими фотографиями, запечатлевшими повседневную жизнь небольшого городка Уитби в графстве Норт-Йоркшир, где он жил и работал бо́льшую часть жизни. Его фотография «Водяные крысы» вызвала скандал в британском обществе из-за демонстрации на среднем плане обнажённых натурщиков-подростков, а сам фотограф за этот снимок был на время даже отлучён от англиканской церкви. Сатклифф отказался идти на компромисс с общественным мнением и был награждён за «Водяных крыс» медалью на выставке Королевского фотографического общества в Лондоне. Только с 1881 по 1894 год за свои фотографии Сатклифф был удостоен более шестидесяти золотых, серебряных и бронзовых медалей на выставках в Нью-Йорке, Токио, Берлине, Париже, Чикаго и Вене, а также на крупных выставках в самой Великобритании.
В настоящее время в Уитби существует Галерея Сатклиффа, где выставлены и хранятся его работы. Издаются альбомы фотографий мастера, монографии, научные и научно-популярные статьи о его жизни и творчестве. Литературоведы предполагают, что Брэм Стокер написал свой роман «Дракула», заинтересовавшись открыткой, на которой была воспроизведена фотография Сатклиффа с разбитой штормом вблизи гавани Уитби российской шхуной «Дмитрий».

## Биография

### Детство и юность

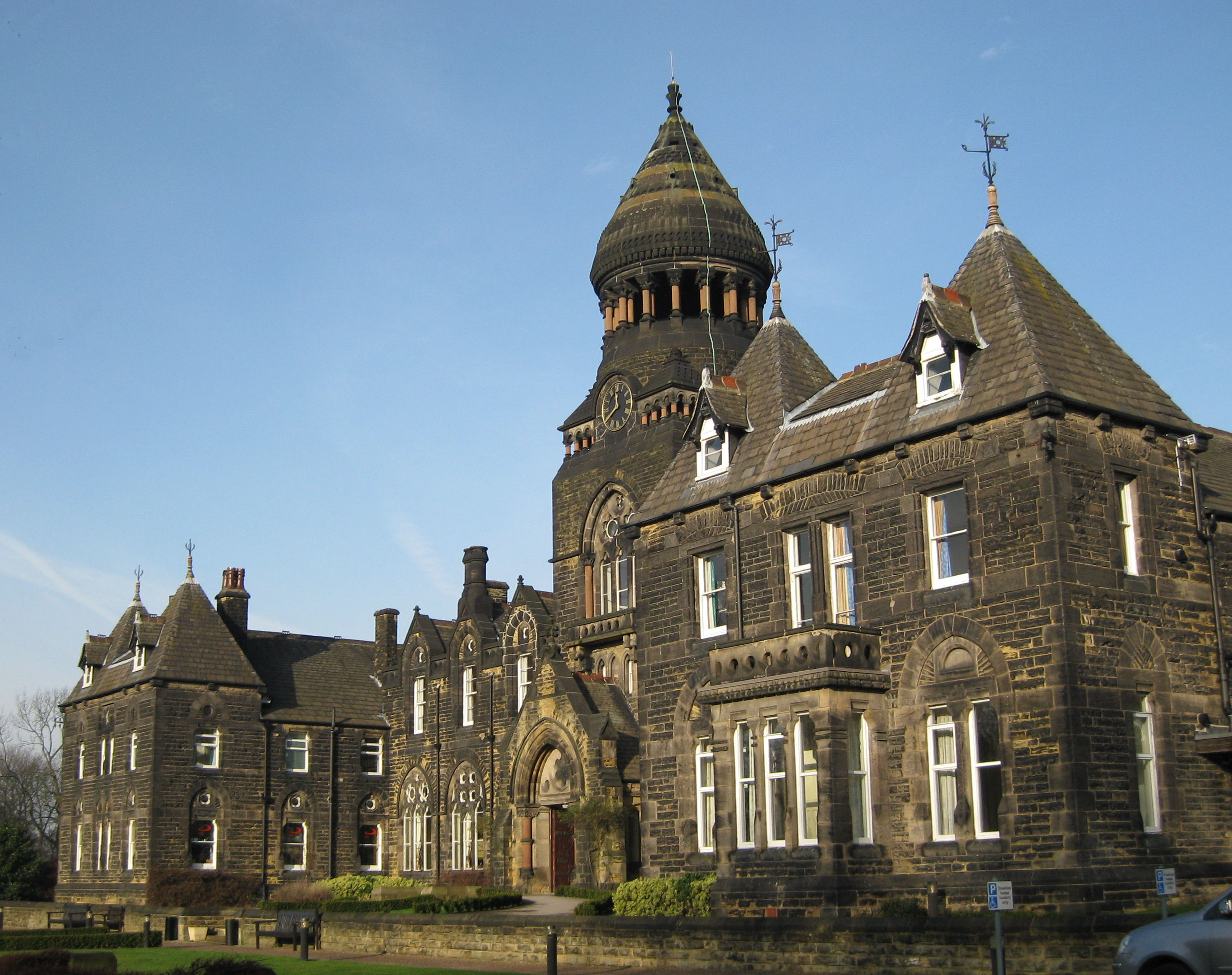
В старом Хедингли

Фрэнк Мидоу Сатклифф — сын художника, преподавателя изобразительного искусства и художественного критика, выпускника школы при Королевской академии художеств Томаса Сатклиффа (1828—1871) и Сары Лорентии Баттон (англ. Sarah Lorentia Button). Дед мальчика был по рождению джентльменом, но стал трактирщиком и торговал спиртными напитками. Фрэнк Мидоу был старшим из восьми детей и родился 6 октября 1853 года в местечке Хедингли вблизи Лидса. Это была сельская окраина, и семья не сталкивалась с проблемами крупного промышленного города, каковым в то время был Лидс. В детстве Фрэнк вынужден был спать в мастерской своего отца. Там находились гипсовые бюсты с антиков и печатный станок. Томас Сатклифф был художником, работавшим как в технике масляной живописи, так и акварелью. Также в круг его интересов входили офорт и литография. Он был членом Королевского института художников-акварелистов. В то время многие художники были обеспокоены появлением нового искусства фотографии, опасаясь, что потеряют заказчиков, или даже что живопись исчезнет как самостоятельный вид искусства. Хобби Томаса Сатклиффа стало фотоискусство (Whitby Gazette предполагала, что именно он первым в Лидсе приобрёл фотокамеру), но сделанных им фотографий до настоящего времени не сохранилось.
Отец пытался стимулировать у детей интерес к занятиям изобразительным искусством. В своей мастерской с этой целью он создал диораму, которую дополнил в соответствии с новейшими достижениями техники световыми и звуковыми эффектами. Фрэнк Сатклифф увлёкся в детстве искусством гравюры. Одной из его ранних работ стал офорт с изображением двух кораблей, который он сам приспособил под фирменный бланк. Он сохранился в письме, которое Фрэнк написал своему брату Хорасу в 1869 году. Мальчик также создал иллюстрации в технике гравюры и дизайн для небольших сборников рассказов своего отца, которые тот написал под псевдонимом Джосси Халлартс. Позже Фрэнк Сатклифф говорил о своём детстве:

Мальчик, который прожил деревенскую жизнь и чьи глаза и уши были открыты для каждого движения в живой изгороди, на берегу или на дереве, с гораздо большей вероятностью будет прислушиваться и приглядываться [к окружающему его миру], чем тот, кто жил среди трамвайных вагонов и дыма. Когда я не был на улице, моё детство проходило с плиткой и кирпичом. Я считаю, что это было отличное образование: дайте ребёнку кучу квадратов и треугольников и позвольте ему ломать голову над ними, пока он не сделает из них картинку или хотя бы орнамент. Он не будет испытывать после этого затруднение с тем, как расставить группу фигур на фотографии.— Фрэнк Мидоу Сатклифф. Факторы моего успеха
Фрэнк Мидоу Сатклифф получил начальное образование в частной Dame school. Из-за болезни отца, однако, в 1865 году образование Сатклиффа было прервано, а в четырнадцать лет он был направлен родителями в ученики на пивоваренный завод Tetley на Ханслетт-лейн в Лидсе с целью овладеть специальностью клерка. Автор биографии фотографа Майкл Хайли писал, что работа серьёзно сказалась на здоровье подростка. Он сумел продержаться в учениках восемнадцать месяцев и ушёл из пивоварни сразу после того, как его отец выздоровел. Сатклифф вернулся домой из Лидса и обнаружил на книжной полке пособие «Руководство по фотографическим манипуляциям», опубликованное в 1858 году. Именно со знакомства с этой книгой у него стал проявляться устойчивый интерес к фотографии.

### Профессиональные занятия фотографией
Для своих ранних опытов в фотографии Фрэнк Сатклифф использовал большую и громоздкую камеру (она была сделана из красного дерева и в полностью раздвинутом виде составляла 1 метр в длину), которая снимала на стеклянные пластины 24 × 18, но он позже модернизировал её для пластин 8,5 × 6,5 дюймов. Камера была с 24-дюймовым объективом. Эту камеру он приобрёл в 1869 году. Майкл Хайли утверждал, что её Фрэнк Сатклифф получил в подарок от отца. Сам фотограф рассказывал, что сафьян и бархат, которыми были обшиты отдельные составные части дорогой камеры, привлекли внимание его собаки, и она быстро привела их в нерабочее состояние. Сатклифф вынужден был приступить к экспериментам с оставшимися, так как денег на приобретение новых на замену у него не было.

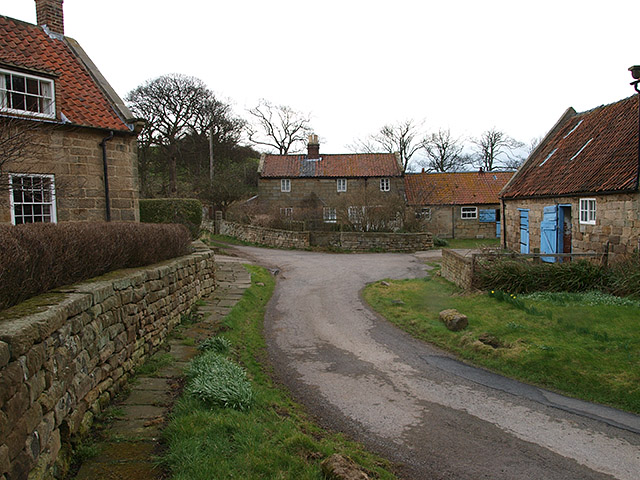
Местечко Эве-Кот в 2008 году

Фотограф-портретист и основатель Фотографического общества Лидса (англ. Leeds Photographic Society) Джон Уильям Рамсден познакомил юношу со специализированными журналами, освещавшими как эстетические, так и технические проблемы, связанные с фотографией. Ранние работы Фрэнка Сатклиффа представляли собой преимущественно портреты и натюрморты. Он также попытался сфотографировать птиц в полёте ещё до того, как появилась покадровая фотография. Историк фотографии Мартин Сандлер считал, что Сатклифф был в некотором отношении живописцем, часто применяя спецэффекты при печати фотографии, чтобы добавить в снимок атмосферную дымку или создать иллюзию импрессионистского мазка.
В 1870 году Томас Сатклифф переехал со своей семьёй в местечко Эве-Кот, расположенное примерно в одной миле от городка Уитби в графстве Норт-Йоркшир. Это место было хорошо знакомо Сатклиффам, так как они часто проводили там летние каникулы. Семья взяла в аренду большой дом, построенный в конце XVII века. Отец фотографа умер в декабре 1871 года в возрасте всего 43 лет. Сатклиффу было в это время 18 лет, и, будучи единственным взрослым мужчиной в большой семье, он принял решение стать профессиональным фотографом. Мать была против такого занятия сына; однажды она даже заявила, что задушила бы его в младенчестве, если бы знала, что он когда-нибудь станет заниматься искусством. Юный фотограф получал некоторые заказы благодаря дружеским связям своего покойного отца в мире искусства. Так, в 1872—1873 годах Фрэнк Сатклифф сфотографировал для английского фотографа Фрэнсиса Фрита, получившего известность путешествиями по Ближнему Востоку, серию видов йоркширских аббатств и замков. Именно от Фрита он научился использовать маски из кальки, чтобы добиться нужного тонального диапазона отпечатков. Фрит посоветовал юному фотографу не включать людей в снимки ландшафта, поскольку покупателя интересовал именно ландшафт. Фотографии Сатклиффа стали частью грандиозного проекта Фрита по фотографированию всех городов, деревень и достопримечательностей Великобритании; они должны были производиться серийно и продаваться как «местные виды».

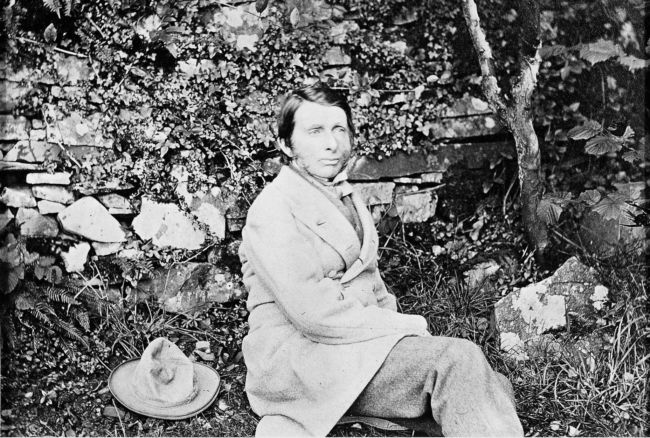
Фрэнк Сатклифф. Портрет Джона Рёскина, 1873

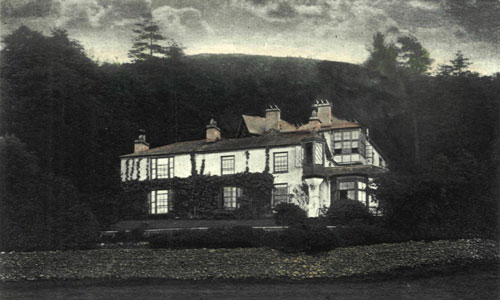
Джон Рёскин. Брантвуд, около 1871

Одной из фотографий серии, созданной по заказу Фрэнсиса Фрита, стал снимок под названием «Закат после дождя над аббатством Риво» (англ. «Sunset after Rain shot above Rievaulx Abbey»). Друг семьи отправил позитив этого снимка известному искусствоведу и художественному критику Джону Рёскину. Рёскин высоко оценил фотографию и пригласил Сатклиффа в сентябре 1873 года в гости в Брантвуд, где проживал с 1871 года. Сатклифф воспользовался приглашением, чтобы сфотографировать самого Рёскина и окрестности его усадьбы.
Заказы в пригородах Лидса не приносили достаточного дохода. Полагая, что на преуспевающем юге Англии можно заработать больше денег, в 1875 году Сатклифф открыл портретное фотоателье на фешенебельном курорте Танбридж-Уэллс в графстве Кент к югу от Лондона, которое, однако, вскоре разорилось. В 1876 году (по другой версии, в 1875 году) фотограф вернулся в Уитби. Уитби в викторианские времена был процветающим туристическим курортом. Сатклифф открыл в нём свою фотостудию. Паулетт Е. Бартон называла местом первой его студии в Уитби Ватерлоо-Ярд, Whitby Gazette писала, что на Брумфилд-Террас он первоначально проживал, а на Ватерлоо-Ярд находилась его мастерская, которая затем (вероятно, в 1894 году) переехала на Скиннер-стрит, дом 25 (по мнению Паулетт Е. Бартон, это было связано с более современным характером новой студии, а по мнению искусствоведов галереи Beetles & Huxley — с бо́льшим размером помещения). В новом месте студия размещалась на первом этаже здания и была описана в рекламе 1895 года как «одна из крупнейших и наиболее освещённых в Англии». Сам фотограф жил к этому времени в деревушке Слайтс, хотя и продолжал работать в Уитби. Мастерская, в которой хозяин был единственным работником, специализировалась на портретах клиентов. На оборотной стороне фотокарточек c 1883 года Фрэнк Сатклифф рекламировал себя как «фотографа господина Рёскина», члена Фотографического общества Великобритании и обладателя медалей на выставках 1881 и 1882 годов. Гас Макдональд с иронией писал, что, объявив себя «фотографом Джона Рёскина», он, к своему удивлению, обнаружил: местные жители никогда и не слышали о великом художественном критике.
Портретная студия обеспечивала Сатклиффу достаточно стабильный доход. Это позволяло ему создавать фотографии и для собственного удовольствия. Снимки с видами Уитби и сценами повседневной жизни его жителей были сделаны Сатклиффом по собственной инициативе. Они отмечены безупречной композицией и технической виртуозностью, что было, по мнению искусствоведов, непросто достигнуть при использовании громоздкого оборудования второй половины XIX века.
Сатклифф впервые представил свои фотографии на выставке в Ньюкасле в 1881 году. Между 1880 и 1894 годами (Хайли писал, что до 1905 года) фотограф был удостоен более шестидесяти золотых, серебряных и бронзовых медалей, других наград на выставках в Нью-Йорке, Токио, Берлине, Париже, Чикаго и Вене, а также на крупных выставках в самой Великобритании. Он продал оригиналы своих работ в 1920 году, чтобы отложить вырученные деньги на старость. Другую версию судьбы фотографий Сатклиффа излагал в своей статье Питер Франк. Он утверждал, что фотограф завещал свои снимки Литературно-философскому обществу Уитби, куратором которого он был, а коммерческая франшиза его работ осталась в частной собственности. Фрэнк Сатклифф закончил с фотобизнесом, закрыв студию в 1922 году и став куратором Литературно-философского общества Уитби. Также Фрэнк Сатклифф был попечителем музея Уитби. В отличие от многих деятелей искусства своего времени, он смог использовать финансовые результаты своей работы при жизни. Отставной фотограф разводил пчёл, ухаживал за своим садом и пригласил шведского архитектора построить ультрасовременный дом с подогреваемым полом на Карр-Хилл-лейн в Слайтсе.
Сатклифф продолжал фотографировать и в более поздние годы, но сетовал на уход традиционного образа жизни британской провинции, который он пытался увековечить в своём творчестве. Сатклифф умер 31 мая 1941 года в своём доме в Слайтсе и был похоронен в 1941 году на погосте Айлаби.

### Личная жизнь
Сатклифф был женат с 1 января 1875 года (Паулетт Е. Бартон и Майкл Хайли называли другую дату — 1874 год) на Элизе Уэтерилл Дак (англ. Eliza Weatherill Duck, 1848—1915), дочери местного сапожника. В браке родились сын и три (по другим данным, четыре) дочери. Известно, что супруга по мере сил помогала мужу в его работе. Во время туристического сезона Сатклифф, закончив дневную работу по фотографированию клиентов, печатал вместе с ней позитивы до двух часов ночи.
Отец неоднократно фотографировал своих детей. Портрет двух дочерей Сатклиффа Кэти и Эвелин Луизы (в семье её называли Лулу) «Сёстры», предположительно, был сделан в дверном проёме Эве-Кот-холла на окраине Уитби. На другой фотографии Кэти, самая старшая из детей Сатклиффа, стоит на лестнице, а единственный его сын Хорас лежит на дереве (он умер молодым, поэтому его планы пойти по стопам отца в профессии фотографа не осуществились). Эвелин держит собаку, а Ирэн смотрит на неё. На этой фотографии нет только самой младшей из детей фотографа — Зои. На ещё одной фотографии двое детей Фрэнка Сатклиффа Хорас и Ирэн ловят тритонов. Пруд находится в деревне в долине реки Эск, примерно в десяти милях от Уитби.

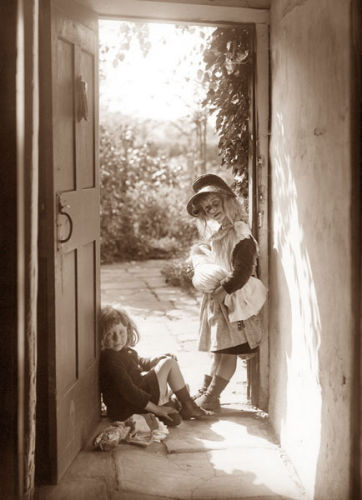
Сёстры
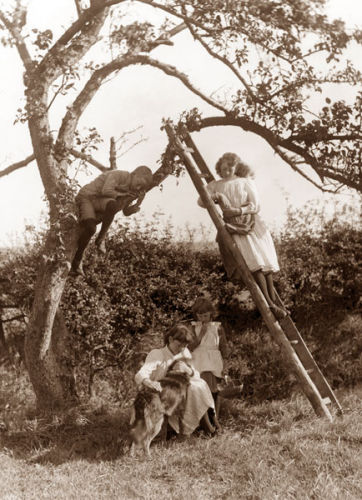
Дети на плодовом дереве
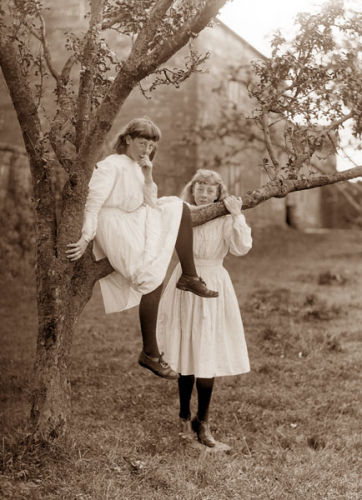
Кэти и Лулу, около 1890
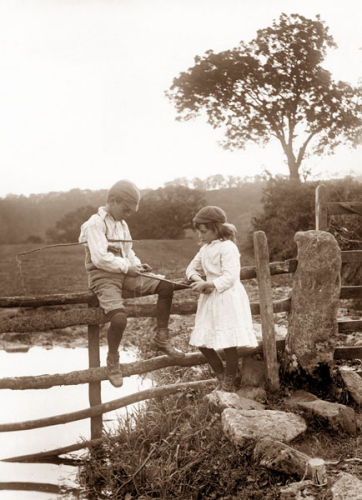
Ловля тритонов

## Деятельность по популяризации фотоискусства

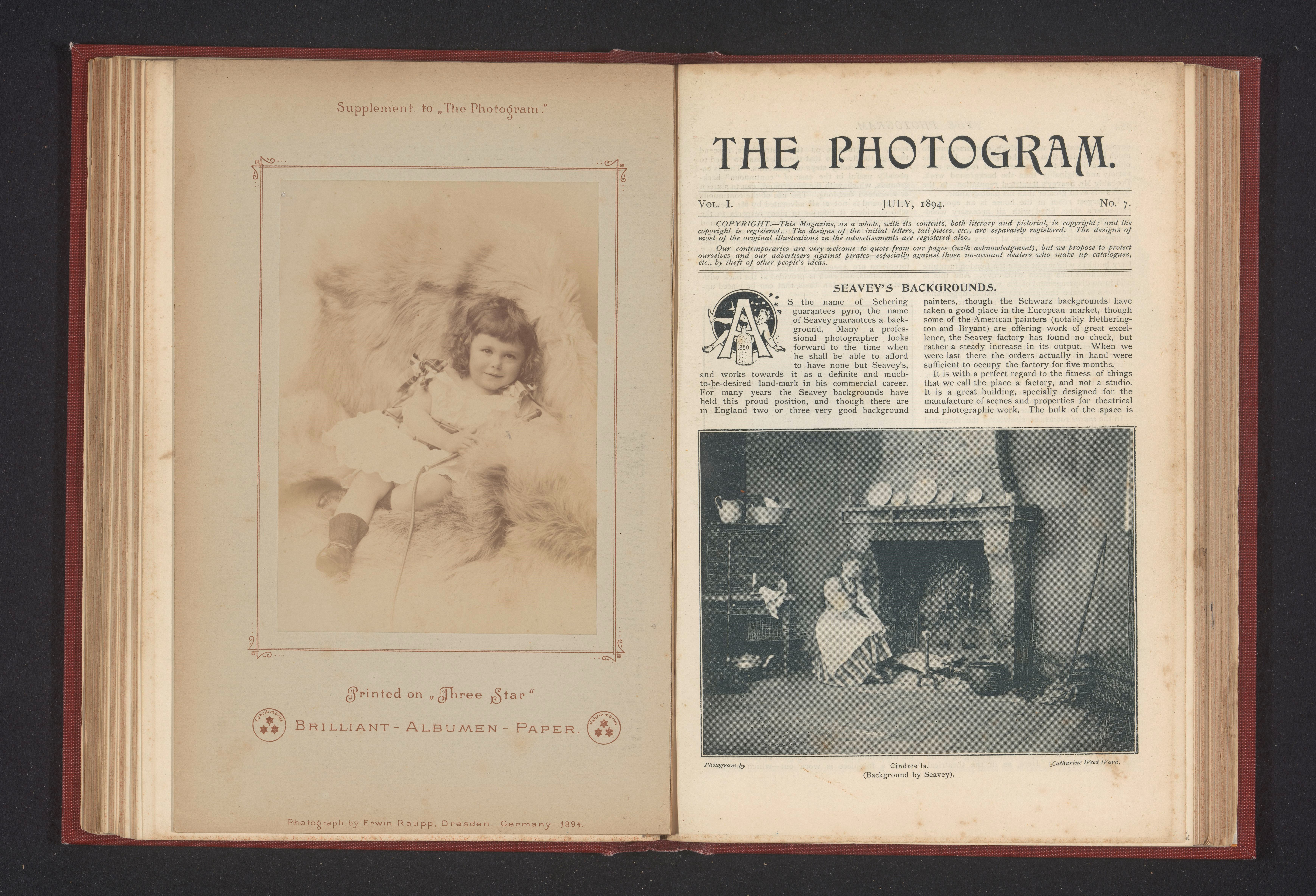
Журнал The Photogram

Сатклифф много писал на темы, связанные с фотографией, его статьи и юмористические рассказы о фотографах печатались в периодических изданиях. Он твёрдо верил в художественный потенциал фотографии, хотя современники считали её полезной только для фиксации внешнего облика человека и исторических событий. Сатклифф начал писать статьи в 1875 году для журнала The Photography и впоследствии стал его редактором. В период с 1895 по 1913 год он регулярно создавал статьи для издаваемого и в настоящее время Amateur Photographer и участвовал в работе специализированных журналов The Practical Photographer, The Photogram и Camera Notes. Фрэнк Сатклифф также вёл еженедельную колонку «Фотозаметки» для The Yorkshire Weekly Post с 1908 по 1930 год. В статьях для этого еженедельника он публиковал собственные фотографии с комментарием. Помимо необходимых технических деталей (время экспозиции, погодные условия, увеличение объектива и т. д.), он также часто рассказывал о персонаже, которого запечатлел, его или её работе и образе жизни.
В 1892 году Фрэнк Мидоу Сатклифф присоединился к обществу фотографов The Linked Ring, созданному Генри Пичем Робинсоном с целью пропаганды и развития искусства фотографии. Сатклифф представлял свои снимки на ежегодном фотосалоне общества Linked Ring с 1893 по 1904 год. В 1888 году у него состоялась персональная выставка в The Camera Club в Лондоне, а в 1891 году — персональная выставка в Королевском фотографическом обществе. Однако, только в 1935 году он стал почётным членом Королевского фотографического общества.

## Особенности творчества и его изучение

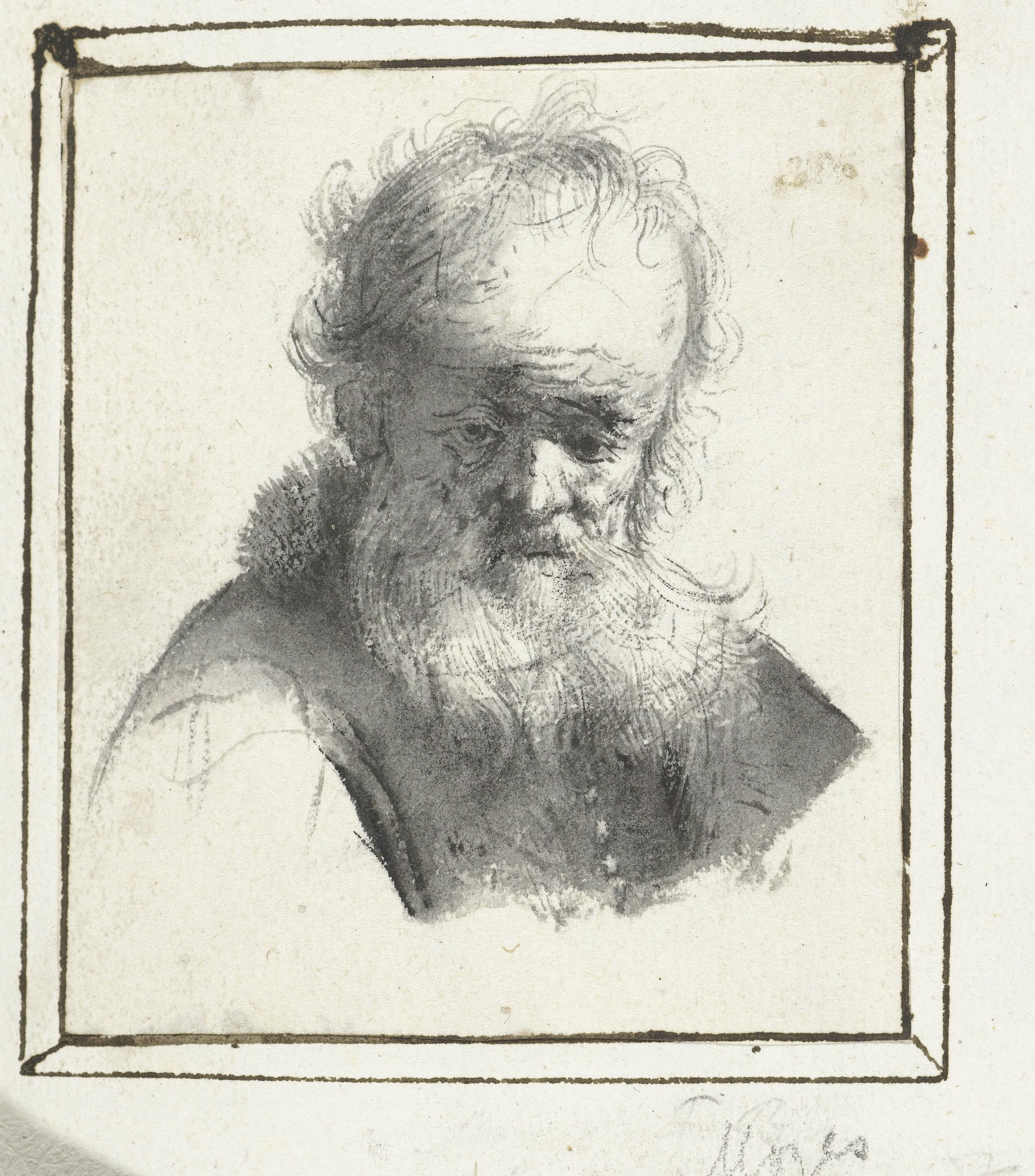
Рембрандт. Голова старика, 1630—1667

Галерист Майкл Шоу утверждал, что быть фотографом в викторианской Англии можно было только при наличии состояния. Поэтому для человека, увлечённого фотографией, существовали только два варианта: нужно было либо быть богатым, чтобы заниматься этим как хобби, либо работать фотографом на профессиональной основе. Сатклифф, по его мнению, принадлежал к обеим категориям. Гас Макдональд, цитируя малоизвестные широкой публике слова Сатклиффа («ужасно быть воспитанным с презрением к своему ремеслу»), утверждал, что фотограф страдал от ощущения неполноценности фотографии в сравнении с живописью и что такое представление о ней он унаследовал от своего отца-художника. Дополняло это отношение ещё и то, что в последнюю четверть XIX века профессиональная фотография была достаточно тяжёлой работой.
Хотя большинство фотографий Фрэнка Сатклиффа было сделано в маленьком городке Уитби или в его окрестностях, он считается одним из наиболее крупных мастеров британской фотографии конца XIX — начала XX века. Его фотографии городской жизни, которые сам Сатклифф рассматривал как хобби, отличаются высоким качеством как в художественном, так и в техническом плане. При этом он оставался профессиональным фотографом-портретистом, хотя мастерская и приносила ему лишь умеренный доход.
Фрэнк Мидоу Сатклифф при работе в студии ставил перед собой более сложные художественные задачи, чем простая фиксация внешнего облика своих клиентов. Ему не нравились неестественные позы, предпочитаемые большинством фотографов того времени, сам он стремился сделать свои портреты более непринуждёнными. Сатклифф также пытался создавать портреты наилучшего качества — с широким диапазоном тонов. Лондонский дилер посоветовал Сатклиффу делать фотографии максимального размера, поскольку большинство покупателей приобретают фотографии под необходимый им размер. У фотографа были в мастерской расписные задники и искусственные валуны, но Сатклифф относился к ним негативно. Чтобы убедить клиентов, что простой одноцветный фон лучше, он повесил в студии пару гравюр Рембрандта, но заказчики их игнорировали.

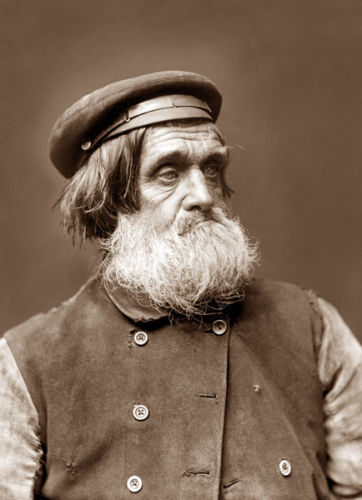
Рыбак
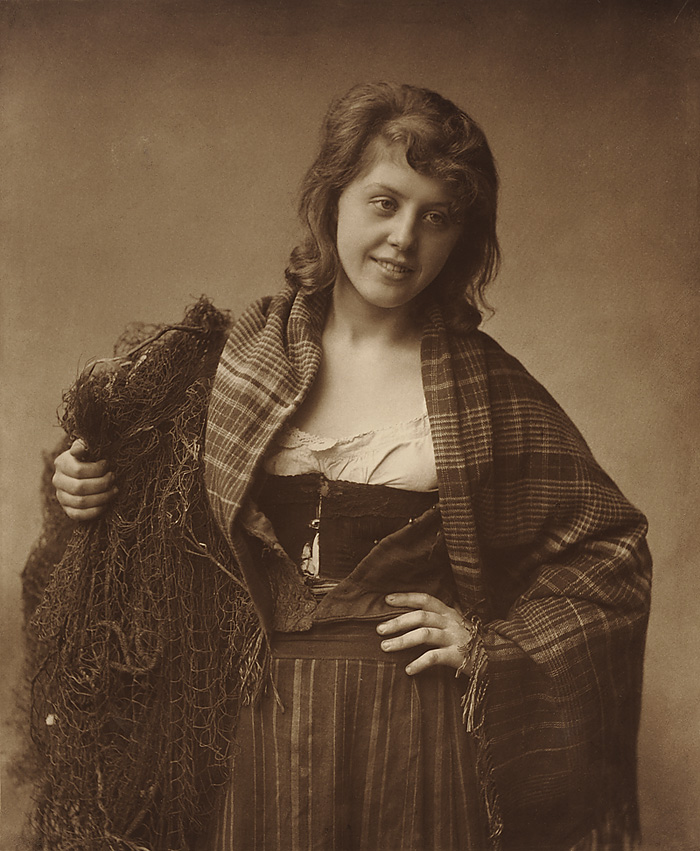
Портрет Полли Сваллоу, 1889
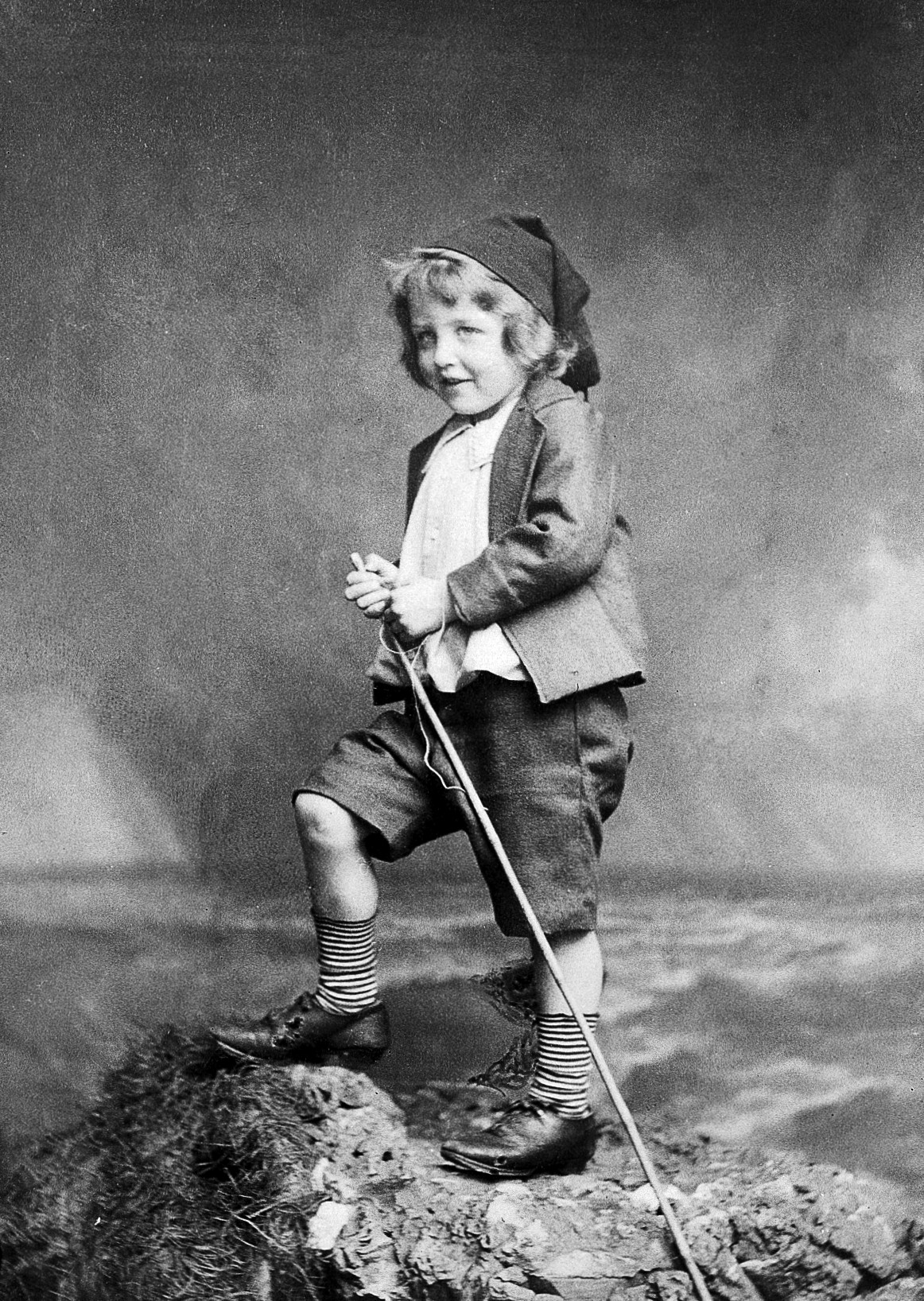
Портрет Леонарда Шустера, 1893

Историки фотографии отмечают необычное изображение природы на снимках Сатклиффа. Один из них писал: «На его фотографиях открытое море редко бывает безмятежным. За тихими водами гавани оно всегда затаилось с угрозой». Даже работая более двенадцати часов в день в летний туристический сезон, Сатклифф выходил из дома на рассвете, чтобы сфотографировать солнце, встающее в утреннем тумане. Гас Макдональд считал, что многие фотографии Сатклиффа на открытом воздухе были сделаны на рассвете или в сумерках из-за того, что днём у него просто не было времени. Майкл Хайли писал, что фотограф никогда не был полностью удовлетворён полученными результатами.

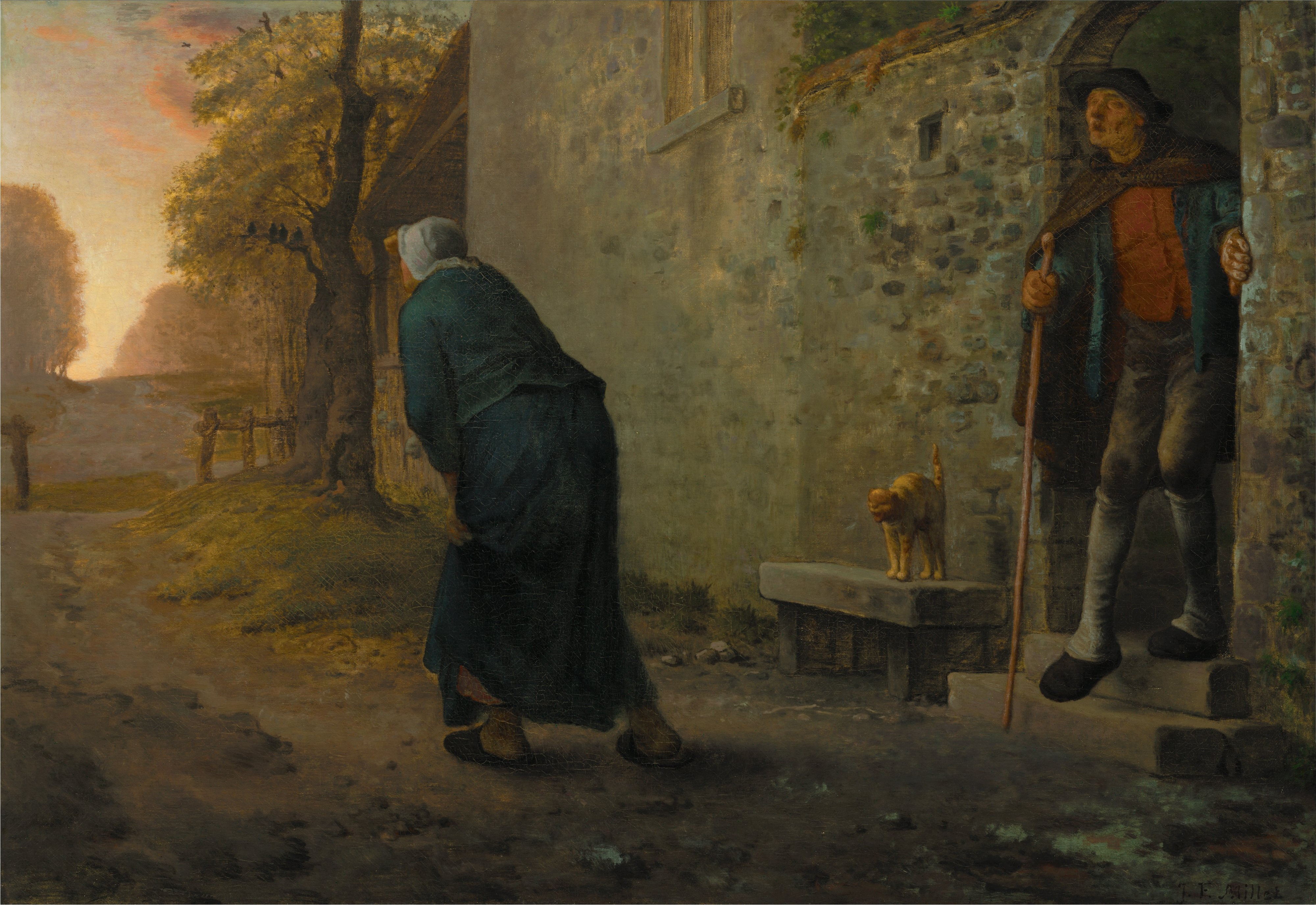
Жан-Франсуа Милле. Ожидание, 1860

Многие из работ фотографа были сняты зимой. В воздухе, наполненном дымом и туманом, преобладает мрачный колорит. В мае 1894 года Сатклифф писал: «Все мы знаем, что снег превращает самые обычные вещи в сказочные. Дождь или туман, даже эти мерзкие душные городские туманы, но особенно — морской туман или горный туман, которые улучшают цвет лица и смягчают кожу самым восхитительным образом, будут действовать так же, как снег, и преобразят обычную сцену в исключительную». При этом на одном из негативов он написал: «Не делать больше сцен со снегом — их никто не покупает». Он рекомендовал фотографам ограничить свою тематику: «Выберите один объект. Для этого может подойти всё: ваш собственный дом, дом напротив или дом по соседству. Вместо штатива вбейте кол в землю, прибейте к нему доску и проделайте отверстие под винт вашей камеры… Фотографируйте объект в любое время дня, в ясные дни и пасмурные дни, фотографируйте его после того, как шёл дождь в течение нескольких недель, и после того, как он просох на солнце». Майкл Хайли находил значительное сходство в этом аспекте творчества Сатклиффа с картинами барбизонской школы, особенно с полотнами Жана-Франсуа Милле.
Сатклифф получил даже почётное прозвище «Живописный Босуэлл Уитби» (англ. «The Pictorial Boswell of Whitby»), которое подчёркивало его роль как рассказчика об увиденном. По мнению Питера Франка, такое прозвище ошибочно. До 1902 года город Уитби был важным центром судостроения и чёрной металлургии. Не сохранилось ни одной фотографии, сделанной Сатклиффом на крупных промышленных предприятиях города. Питер Франк допускал, что Сатклиффу не удалось получить разрешение на съёмки в цехах, но предполагал, что фотограф сознательно отказался он них, решив сосредоточиться на «фотогеничных» традиционных занятиях местных жителей, таких как рыболовство и сельское хозяйство.
В статье «Совет американца» Фрэнк Сатклифф высказывал опасения, что для человека, не испытывающего привязанности к Уитби, его фотографии могут показаться малоинтересными. В качестве доказательства он привёл встречу с неизвестным ему фотографом, предположительно, американцем. Сатклифф стоял на старом каменном мосту Уитби с камерой и смотрел вдаль, когда американец подошёл к нему и сказал: «Бесполезно ехать туда, друг! Я обошёл всё вокруг и не нашёл ничего достойного быть сфотографированным». Сатклифф растерянно поблагодарил американца, «чтобы не выглядеть неблагодарным за его добрый совет», и направился домой с испорченным настроением.

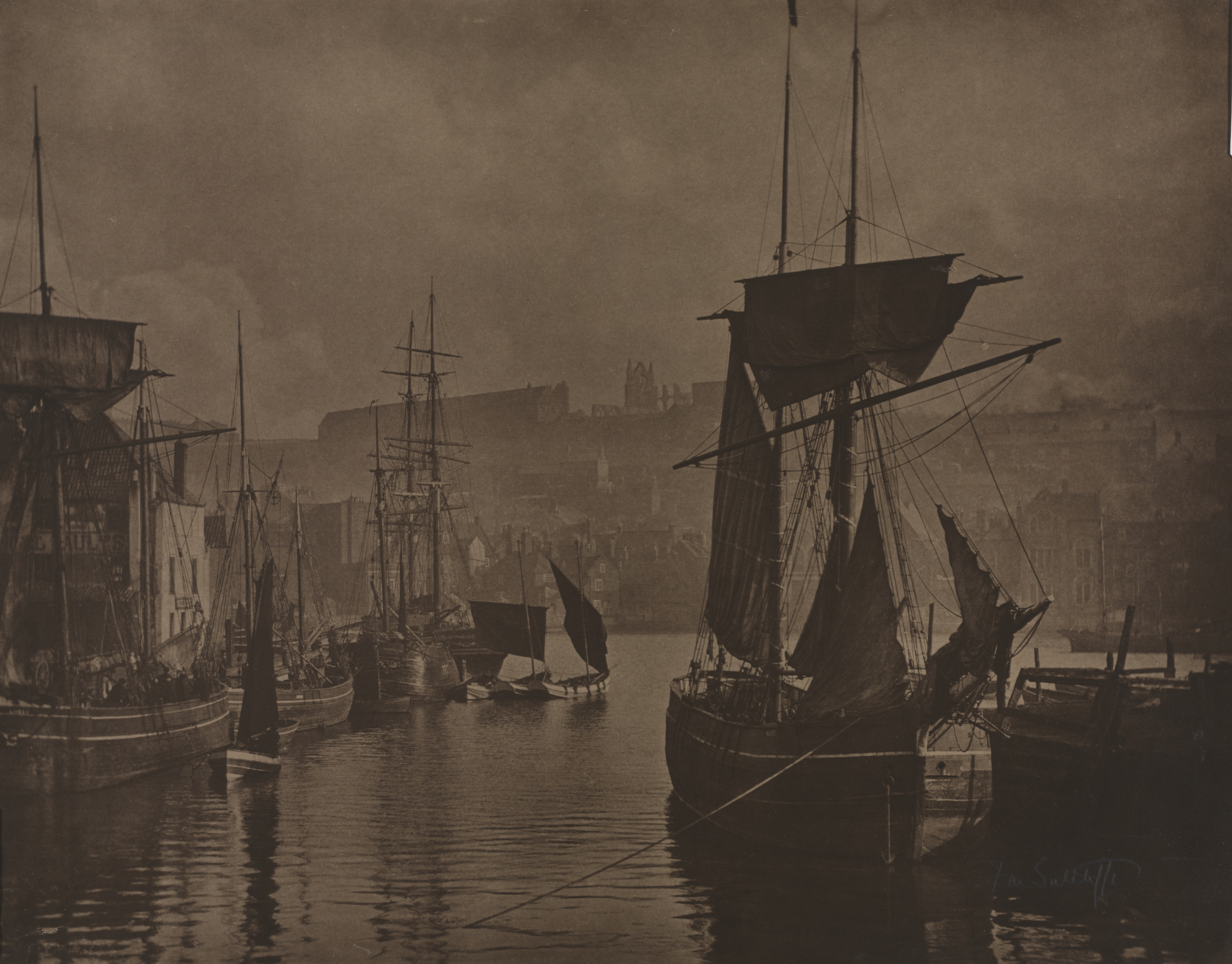
Гавань Уитби, 1885
Без названия, около 1880
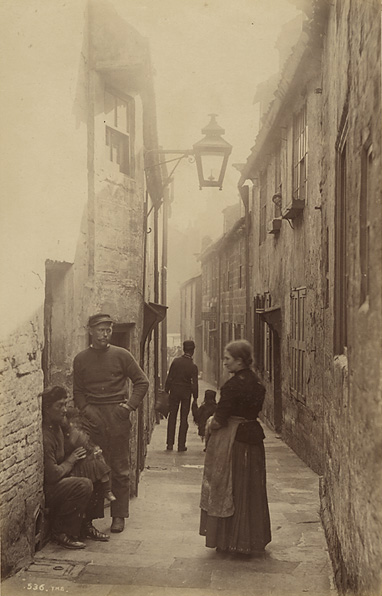
Люди на улицах Уитби, 1889
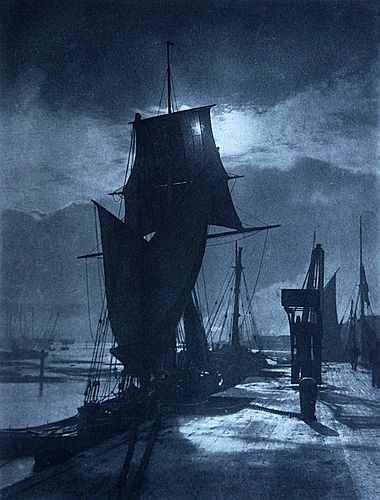
Без названия, 1889
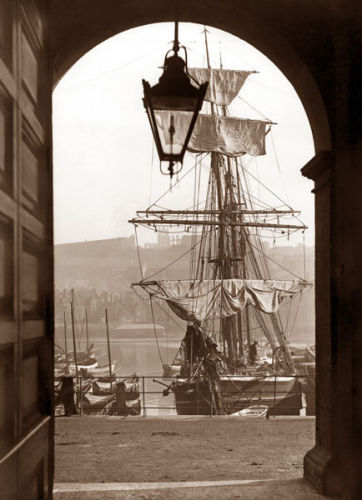
Уитби, около 1890
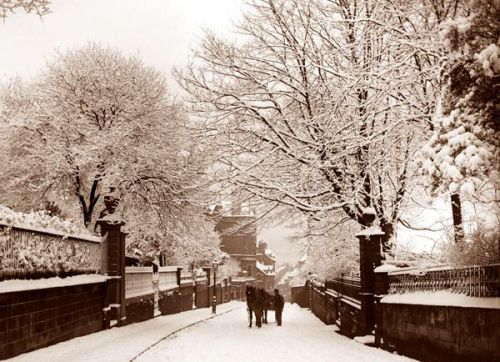
Уитби зимой

Своё мастерство фотографа Фрэнк Сатклифф проявил не в заказных снимках, сделанных в студии, а в фотографиях рыбаков Уитби, снятых на открытом воздухе. Он и сам говорил, что предпочитает фотографировать жанровые сцены на открытом воздухе, а не портреты в мастерской. Большинство снимков рыбаков были сделаны в безветренный полдень на набережной перед тем, как лодки отправятся на ночную рыбалку в Северное море. Сами рыбаки выглядят спокойными и ведут себя непринуждённо перед камерой. Современники отмечали как достоинства Сатклиффа, что он

не строит из своих персонажей монументальные композиции, не превращает их в архетипы, предпочитая документальный и естественный подход.— Анн Хаммонд. Натурализм и символизм. Навстречу живописи
Питер Франк писал, что любимыми натурщиками Фрэнка Сатклиффа были рыбаки и фермеры. По его мнению, для любого современного профессионального историка, изучающего любую из этих двух социальных групп, фотоархив Сатклиффа, состоящий из 1500 фотографий, должен считаться незаменимым. Фотографии женщин не только рассказывают об их одежде и орудиях труда, которые они использовали в повседневной жизни и работе, но и передают представление об их тяжёлой жизни.
О процессе осуществления съёмки Сатклиффом Джон Ханневи писал, что фотограф сидел напротив человека и ожидал до четверти часа позы и выражения лица, необходимых ему для запечатления. При этом он периодически смачивал пластинку с коллодием, чтобы она постоянно оставалась влажной. Если бы пластина высохла, её чувствительность была бы значительно ниже, а качество снимка ухудшилось. Фрэнк Сатклифф сам писал в 1875 году: «…спокойно наблюдайте за своими объектами, когда они работают или играют… и всякий раз, когда вы видите красивую композицию… говорите: „Не двигайтесь, оставайтесь в таком положении четверть минуты“». Такая съёмка резко отличается от существовавшей в то время практики, когда фотограф диктовал натурщику, какую позу и какое выражение лица он должен принять

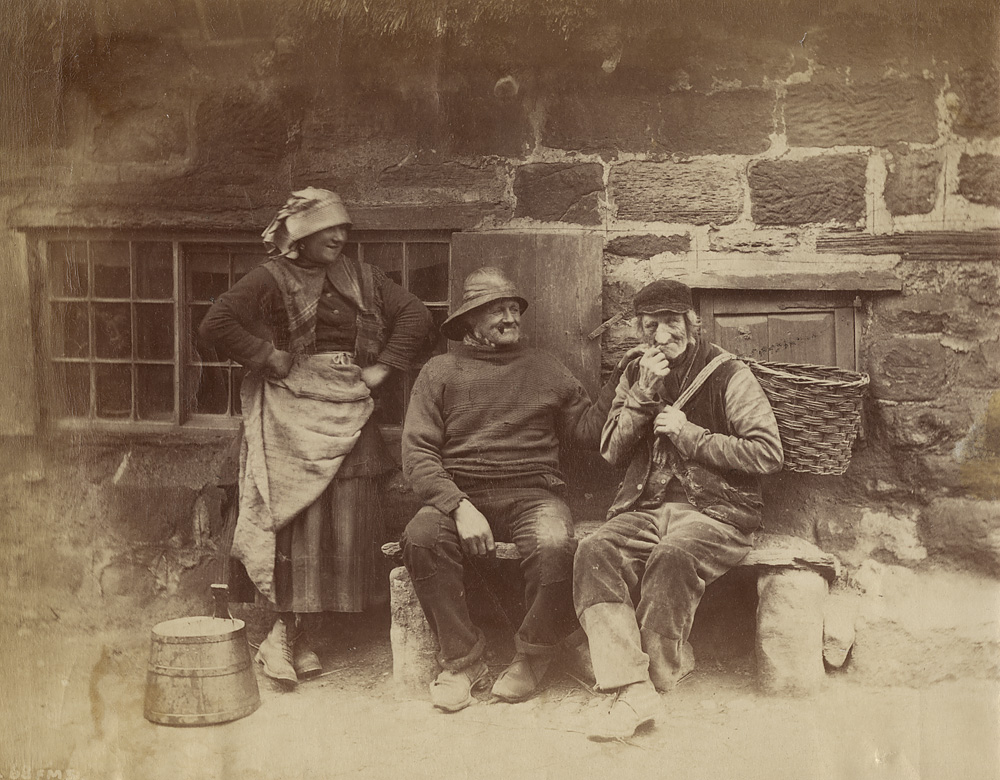
Портрет трёх человек возле дома
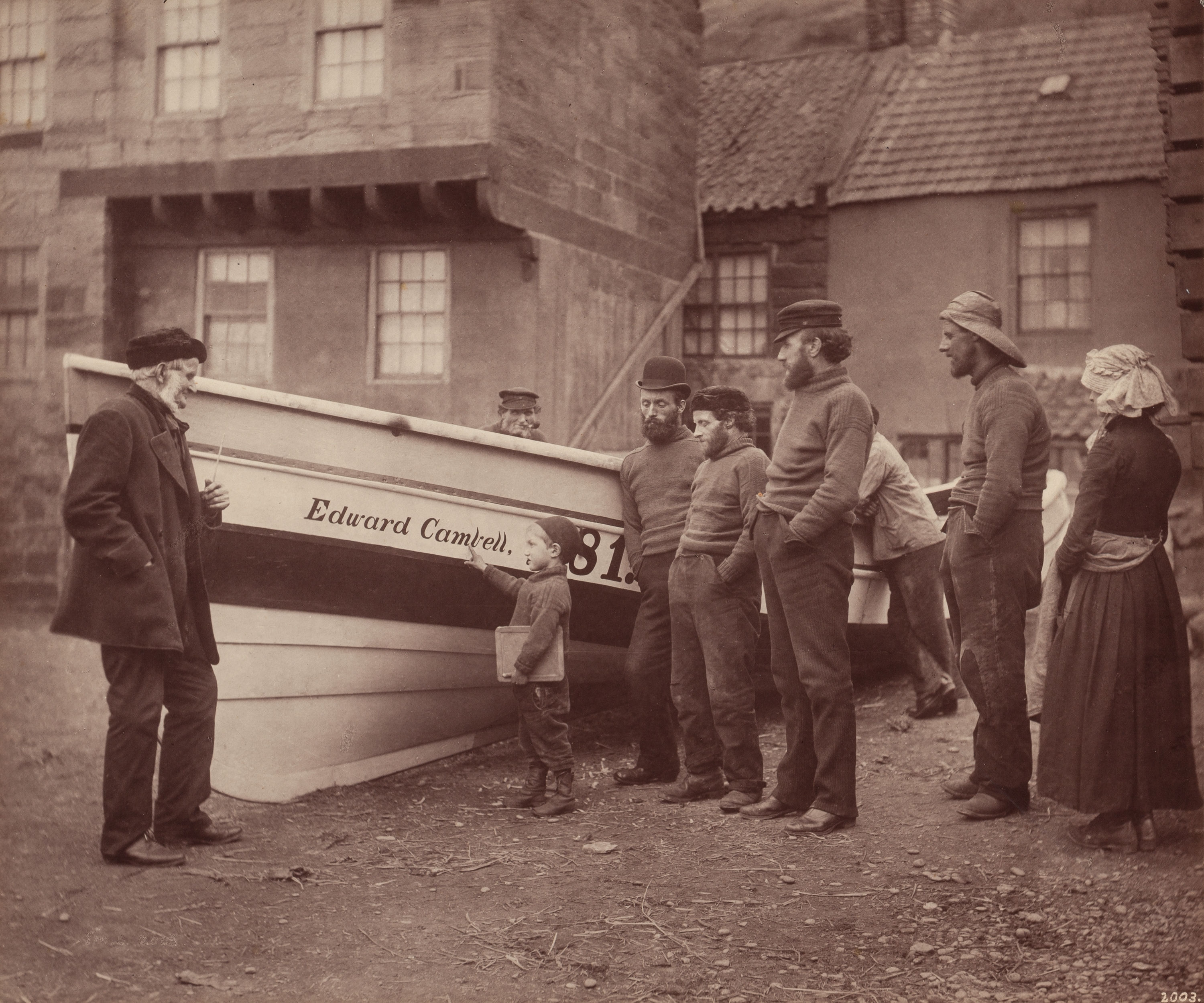
Эдвард Кембелл, Уитби, Англия, 1890-е
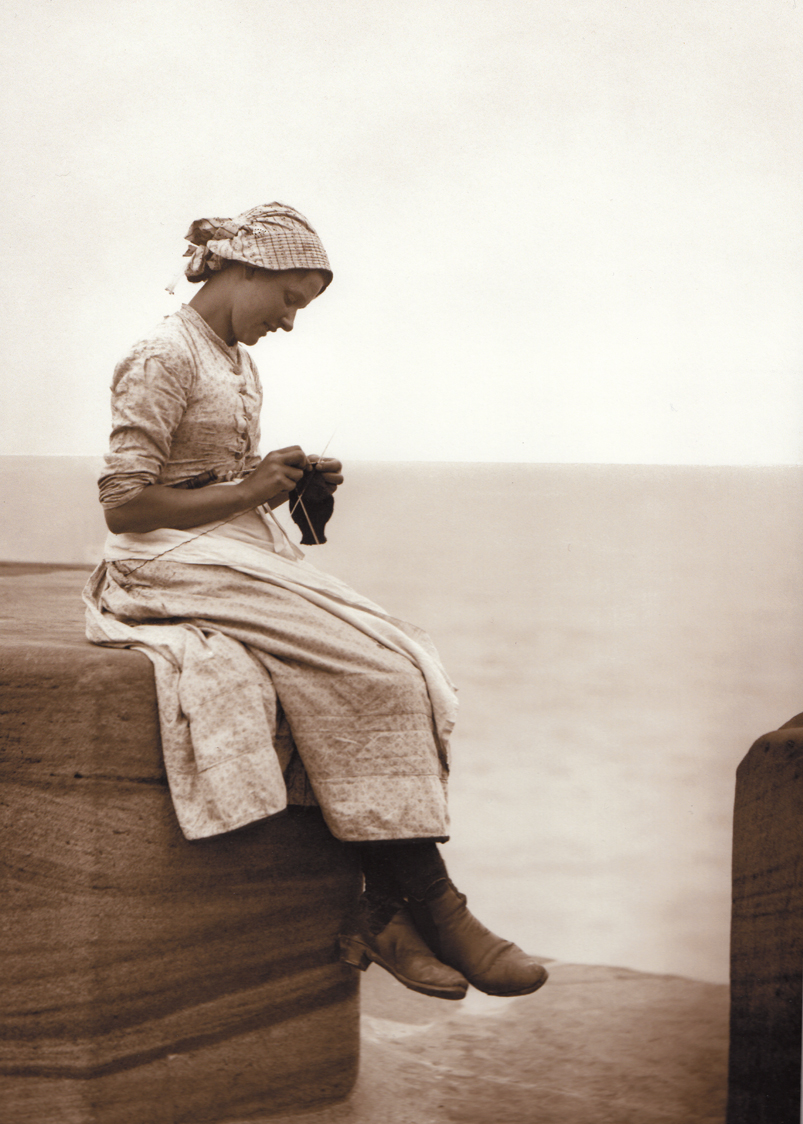
Без названия, 1889
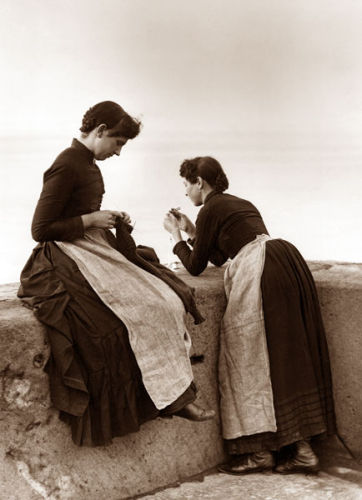
Женщины, 1889
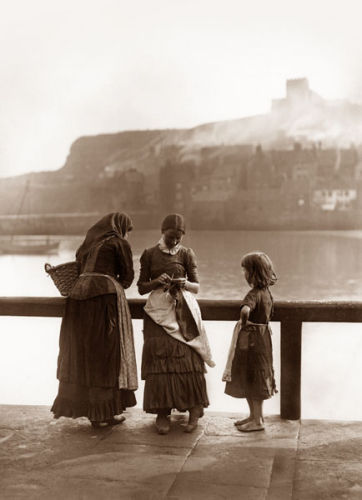
Без названия
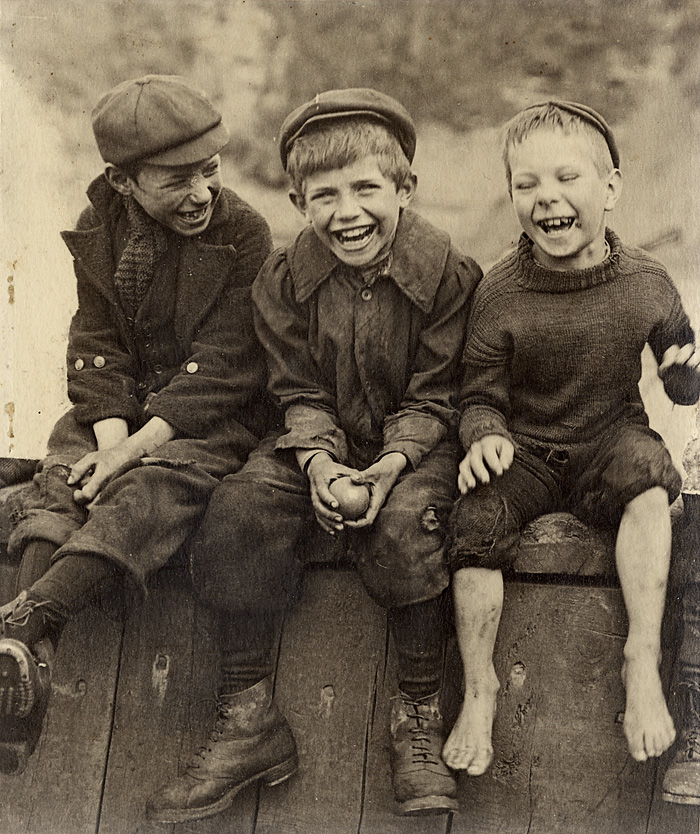
Три счастливых мальчика, 1889

Сатклифф начинал с мокрого коллодионного процесса, затем перешёл на сухие пластины (Джон Ханнави и Хайли датировали это событие 1880 годом, а последний утверждал, что именно так и тогда была сделана основная часть его фотографий), а ещё позже — на камеры и рулонную плёнку Kodak.
Фотограф начал использовать миниатюрные камеры Kodak, поставляемые ему компанией Eastman, с 1897 года. В 1897—1907 годах фирмой Сатклиффу регулярно передавались последние модели камеры в обмен на предоставление Eastman фотографий, сделанных с их помощью. Эти изображения были более похожи на репортажные по стилю, чем более ранние, близкие пикториализму работы Сатклиффа, и, хотя результаты были низкого технического качества, Сатклифф получал удовольствие от их более спонтанного и неформального стиля. Он писал: «Kodak возродил мой интерес к фотографии на открытом воздухе» и «Я сожалею только о том, что у меня не было её [камеры Kodak] много лет назад».
Майкл Хайли отмечал, что Фрэнк Сатклифф на протяжении всей своей карьеры использовал сравнительно примитивное оборудование, хотя достигал высоких стандартов качества. В то время новый в техническом отношении фотоаппарат являлся символом статуса его владельца, он «висел на шее фотографа, как [охотничий] трофей». Сатклифф же работал с камерой до состояния её полной негодности к съёмкам. Если мехи давали трещину, то он скреплял их липкой лентой, когда ломался штатив — укреплял его проволокой.
К 1880-м и 1890-м годам Майкл Хайли относил отход британских фотографов от «старой школы» фотоискусства, создававшей надуманные работы в популярном в то время сентиментальном стиле академической живописи. Новое движение было связано с деятельностью сообществ фотографов и сплотилось под знаменем натурализма, в этом стиле стал работать и Сатклифф. Майкл Хайли отмечал, что, хотя обычно основателем новой школы признаётся британский писатель и фотограф Питер Генри Эмерсон, многие из «натуралистических» фотографий Сатклиффа на самом деле были сделаны ещё до того, как Эмерсон изложил свои взгляды на фотоискусство в конце 1880-х годов. При этом сам Сатклифф не признавал, что обязан неукоснительно соблюдать правила какой-либо одной школы фотографии, и всегда считал, что оптимальные методы — те, которые дают наилучшие результаты.
Считается, что Сатклифф создал фотопортрет английского провинциального города конца викторианской эпохи. Историк фотоискусства Грэм Кларк утверждал, что с помощью его снимков можно путешествовать по Уитби конца XIX века. Его фотографии близки репортажным, хотя с имеющимся у него оборудованием он не мог создавать моментальных снимков. Первоначально его большая камера была сделана из красного дерева с латунной фурнитурой и предназначалась для стеклянных негативов. Большие различия между городом Уитби второй половины XIX века, запечатлённым на фотографиях Сатклиффа, с современным его состоянием увеличивают популярность фотографий мастера у туристов в настоящее время. Британский галерист Майкл Шоу в интервью утверждал: «Он знал, что оставил после себя отчёт об исчезнувшем времени. Он действительно хотел запечатлеть более раннюю жизнь до индустриализации и механизации». В викторианской Британии фотография была модной, но получила распространение в первую очередь среди состоятельных людей. Сатклифф предоставил обычным людям уникальную возможность оказаться в центре внимания зрителей во время фотосалонов.

## Известные работы

### «Водяные крысы»

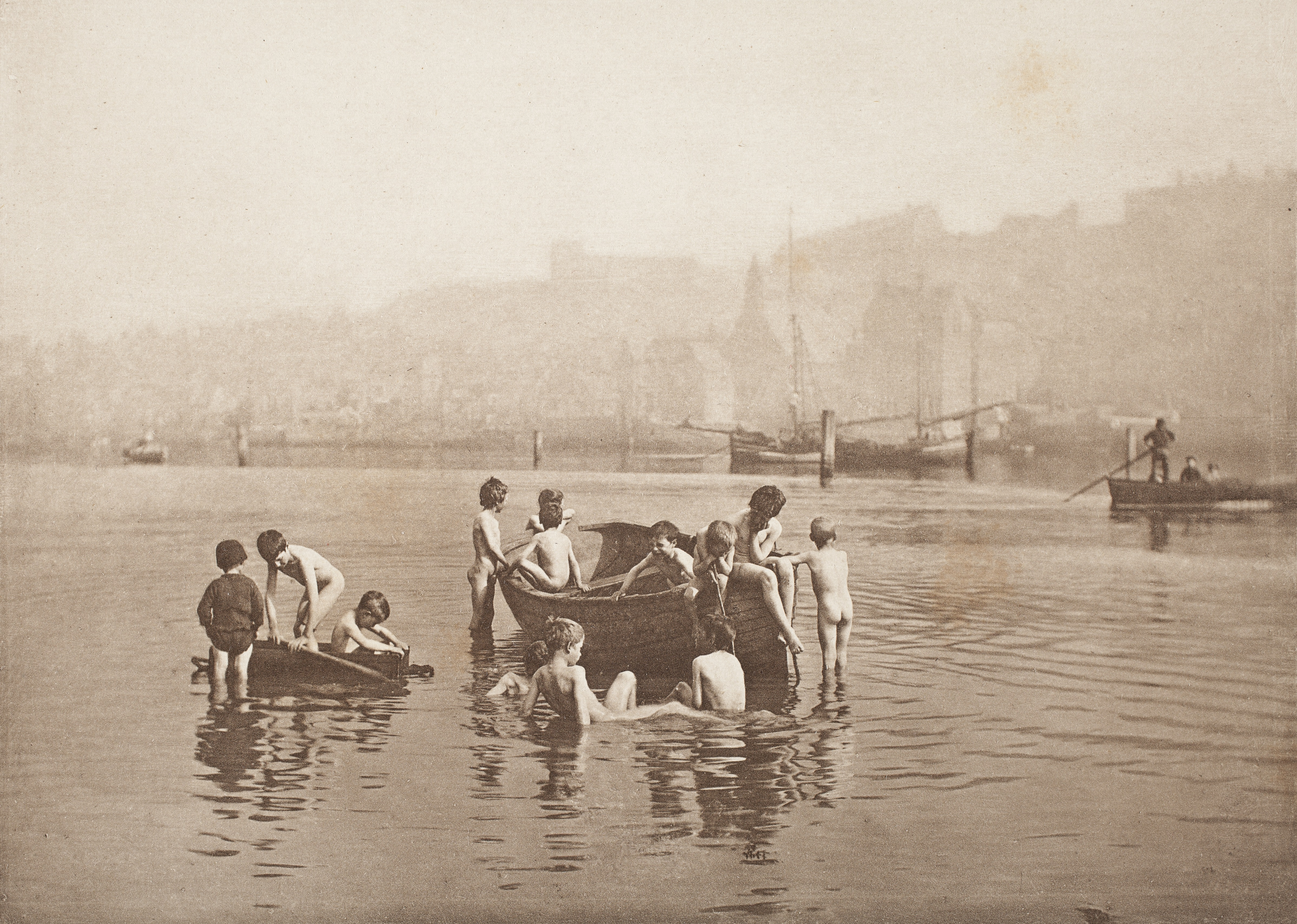
Фрэнк Мидоу Сатклифф. Водяные крысы, 1886

Фотограф легко наладил дружеские отношения с жителями Уитби и установил взаимопонимание с местными рыбаками. Их детей он часто делал героями своих снимков. По словам историка фотоискусства, двукратного номинанта на Пулитцеровскую премию и преподавателя Университета Массачусетса Мартина Сандлера, Сатклифф был очарован детьми, которые проводили много времени в гавани или на берегу. Он много раз фотографировал их плещущимися в воде, взбирающимися на лодки и наблюдающими за работой рыбаков и разносчиков. Его фотографии показывают глубокое понимание психологии жителей Уитби и интерес к их повседневной жизни.
Одна из самых знаменитых фотографий Фрэнка Сатклиффа — «Водяные крысы» (англ. «The Water Rats», 33,9 × 44,7 см, Музей Пола Гетти, Лос-Анджелес, инв. 84.XM.496.2, фотография приобретена музеем в 1984 году). Она была создана в 1886 году. Сам Фрэнк Сатклифф подробно рассказывал в своих воспоминаниях о создании этой фотографии. Однажды тёплым утром он увидел трёх голых мальчиков возле старой лодки в гавани. Он подошёл к ним и спросил их, как долго они там будут находиться. В ответ фотограф услышал, что весь день, если это потребуется Сатклиффу. Хотя дети должны были находиться на занятиях в школе, они были уверены, что даже если учитель обнаружит их здесь, то не полезет за ними в воду, чтобы отвести на урок. Сатклифф пообещал им по пенни, если они подождут, пока он принесёт из дома фотоаппарат. Обещание Сатклиффа быстро стало известно другим детям, поэтому когда он вернулся, его поджидали тринадцать уже раздевшихся и ожидающих монету мальчиков. Когда они увидели фотографа, то быстро встали в ряд в одной и той же позе, которую Сатклифф определил, как «нечто среднее между солдатом, вытянувшимся по стойке смирно, и греческим рабом». Фотограф растерялся, так как не знал, что теперь делать. В лодке могли поместиться только двое детей. Проблема разрешилась, когда Сатклиффу удалось отыскать вторую лодку. Гас Макдональд писал, что только один из позировавших для фотографии подростков известен по имени. Мальчик, стоящий слева от большой лодки и вглядывающийся в сторону гавани, — это 11-летний Джеймс Эдвард Локер, который умер в Уитби в 1968 году в возрасте 93 лет.
Фотограф поставил перед собой цель сосредоточить внимание зрителя на фигурах мальчиков. Фрэнк Сатклифф добился этого эффекта, используя как технические возможности, существовавшие в его время, так и атмосферные условия, которые были в момент съёмки, — фон прикрыт туманом, который нависает над гаванью Уитби. Самой сложной задачей Сатклиффа было не допустить, чтобы мальчики смотрели в камеру.

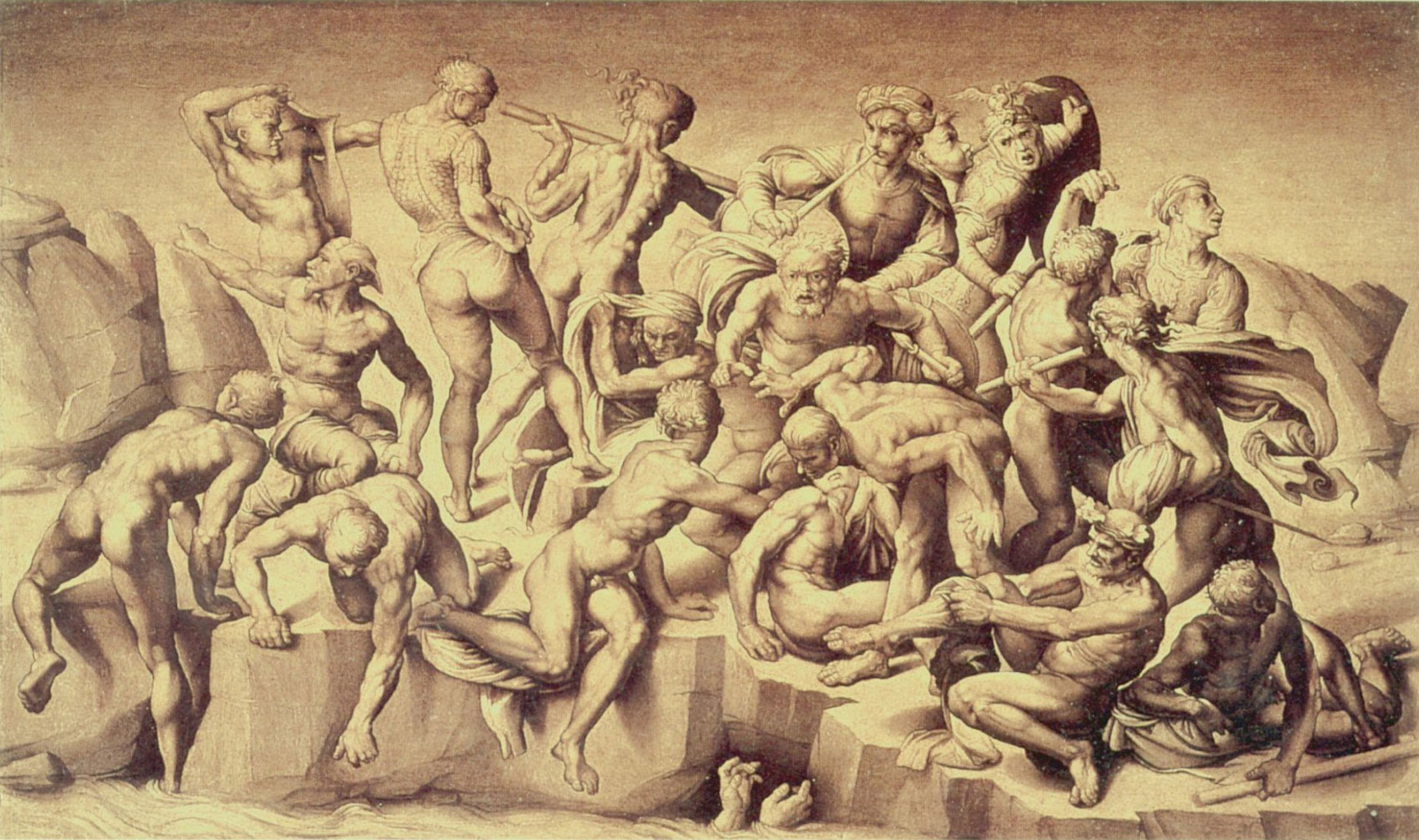
. (копия с Микеланджело), около 1562

Изображение обнажённых мужчин длительное время воспринималось в христианской Европе негативно. Когда в 1505—1506 годах Микеланджело Буонарроти получил заказ синьории Флоренции на роспись для украшения стены зала Большого совета в Палаццо Веккио, то он планировал написать сцену «Битва при Кашине» с обнажёнными воинами на берегу реки, которые, услышав сигнал тревоги, спешат выбраться из воды и одеться. Эта фреска так и не была создана, сохранились лишь копии предварительного картона к ней. Среди них — гравюра, которая послужила образцом для художников более позднего времени. Фигуры обнажённых мужчин долгое время одобрялись общественным мнением только в пейзаже на заднем плане картины. Лишь в XIX веке художники-реалисты начали относиться к мужским фигурам как к самостоятельным объектам живописи, часто они отдавали предпочтение подросткам или детям, а не взрослым. Американский художник Томас Икинс использовал собственные фотографии купающихся обнажённых мужчин в качестве предварительных этюдов для своих картин. В отличие от него, Фрэнк Мидоу Сатклифф рассматривал свою фотографию как самостоятельное художественное произведение.
Изображение обнажённых детей, невинно играющих в рыбацкой лодке, вызвало бурю негодования пуритански настроенной общественности, которая привела к отлучению фотографа от англиканской церкви. Тем не менее Сатклифф отказался идти на компромисс, чтобы успокоить своих недоброжелателей. В результате длительной дискуссии в средствах массовой информации всё-таки было признано, что фотография лишена эротизма. Фотограф был награждён за этот снимок медалью выставки Фотографического общества в Лондоне в 1886 году. Альберт-Эдуард, принц Уэльский, будущий король Великобритании под именем Эдуарда VII, позже приобрёл в свою коллекцию экземпляр этой фотографии. Он демонстративно повесил купленную у Сатклиффа фотографию в своей резиденции в Мальборо-хаус. Скандал, разыгравшийся вокруг фотографии, привлекает внимание любителей искусства к ней в большей степени, чем её явные художественные и технические достоинства.

### «Время обеда»

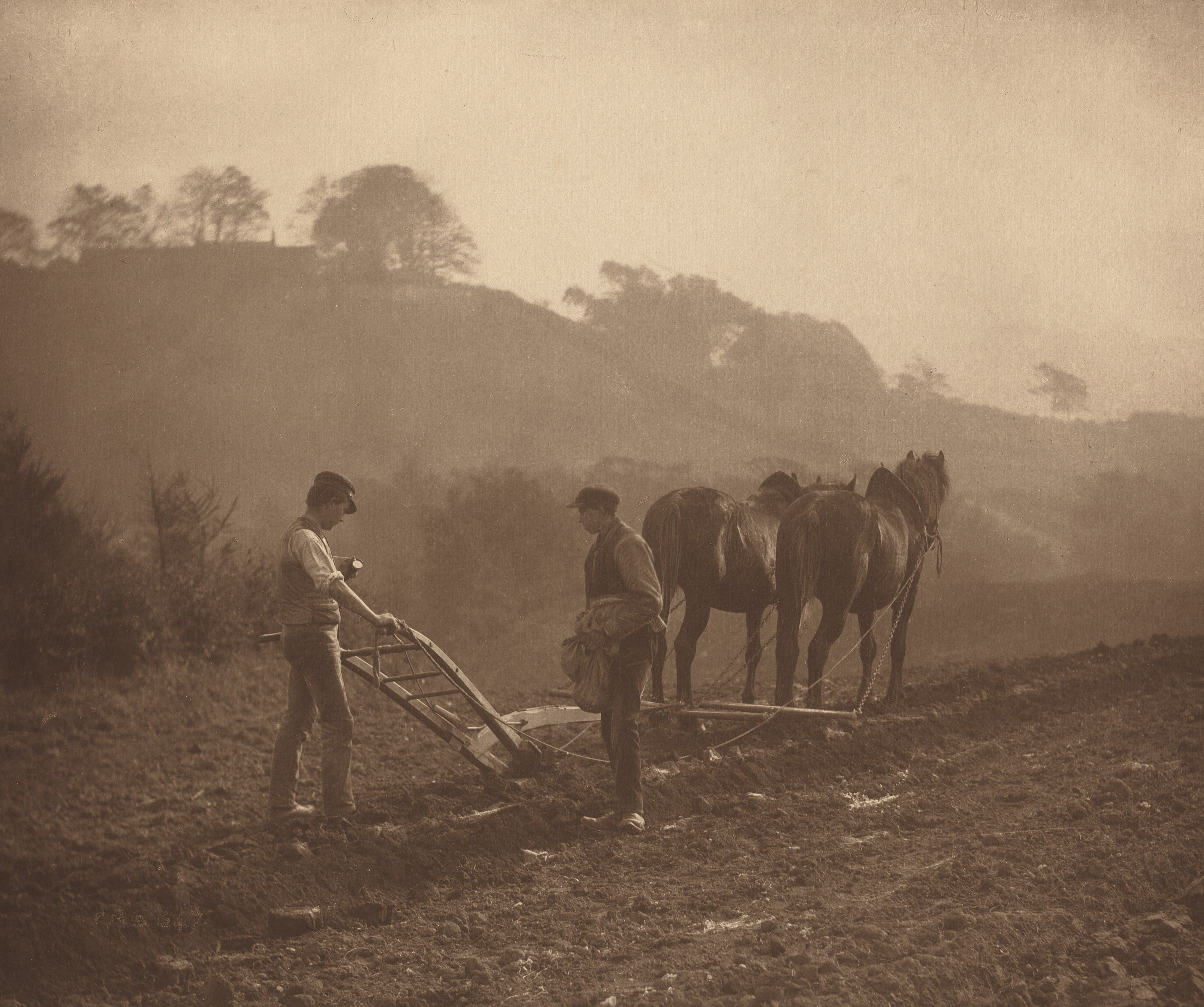
Фрэнк Сатклифф. Время обеда, около 1890

Большинство фотографий Фрэнка Сатклиффа были сделаны в пределах города Уитби, но он с удовольствием фотографировал и сельскую местность, в частности жителей прихода Эскдейл. Река Эск протекает по заросшей вереском пустоши. Перед её впадением в море (именно там находится городок Уитби, где была студия Сатклиффа) в долине встречаются высокие холмы и небольшие участки леса. Долина изолирована от внешнего мира болотами, и её жители в течение длительного времени сопротивлялись тем изменениям, которые происходили в Англии в XIX веке. Жизнь там во второй половине XIX века протекала так же, как и на протяжении многих веков до этого. Сатклифф, к своему удивлению, обнаружил, что на съёмках в Эскдейле возникают не только технические трудности, но и психологические. Жители этого региона считали дурным знаком, если кто-то сумеет запечатлеть их образ с помощью живописи или фотографии. Это предубеждение было наиболее характерно для пожилых людей, живших на окраинах болот и в отдалённых деревнях, где жители промышляли рыболовством. Старики наотрез отказывались позировать Сатклиффу.

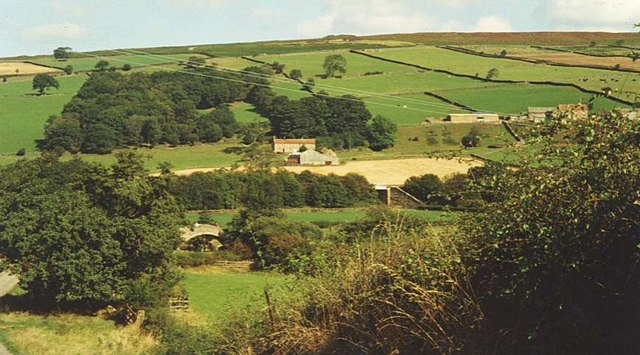
Кен Кросби. Эксдейл в 1996 году

Сам Сатклифф рассказывал, что впервые догадался об этом предубеждении, когда однажды на болотах наткнулся на поляну возле фермерского дома, которую вспахивал плугом крестьянин. Плуг тянули две лошади или, точнее, на взгляд фотографа, лошадь и пони. Стоя над стеной, окружающей водозабор, фотограф поставил камеру на штатив и подождал, пока пахарь развернётся и окажется в пределах досягаемости камеры. Как только старик увидел фотоаппарат, он бросился бежать и спрятался в доме, оставив своих лошадей на произвол судьбы. Фотограф подождал некоторое время, но мужчина так и не появился. Позже Сатклифф узнал, что старик смертельно боится фотографов.
Тем не менее подобные опасения были распространены только среди части жителей долины, поэтому Сатклифф в конце концов сумел снять задуманную им фотографию. Она получила название «Время обеда» (англ. «Dinnertime», 24,4 × 29,7 см, около 1890 года, Национальная галерея искусства, Вашингтон, инв. 2000.11.1). Майкл Хайли писал, что Сатклифф нуждался в том, чтобы ему именно позировали или замирали на некоторое время в одном и том же положении, пусть и на короткое время, и не мог делать спонтанные моментальные снимки из-за длительной экспозиции, характерной для камер его времени. На многих фотографиях Хайли отмечал стремление к тщательно сбалансированной композиции, хотя сам фотограф говорил о стремлении к естественности и желанию избегать искусственности.

Без названия, 1870-е
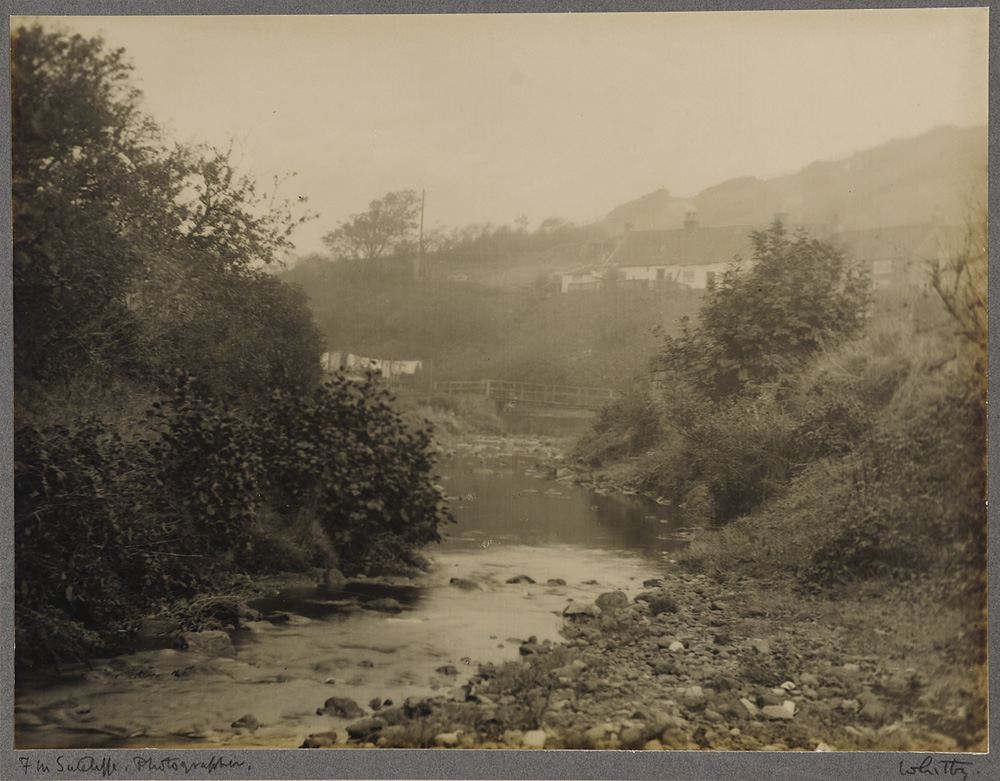
Пейзаж с рекой, около 1893
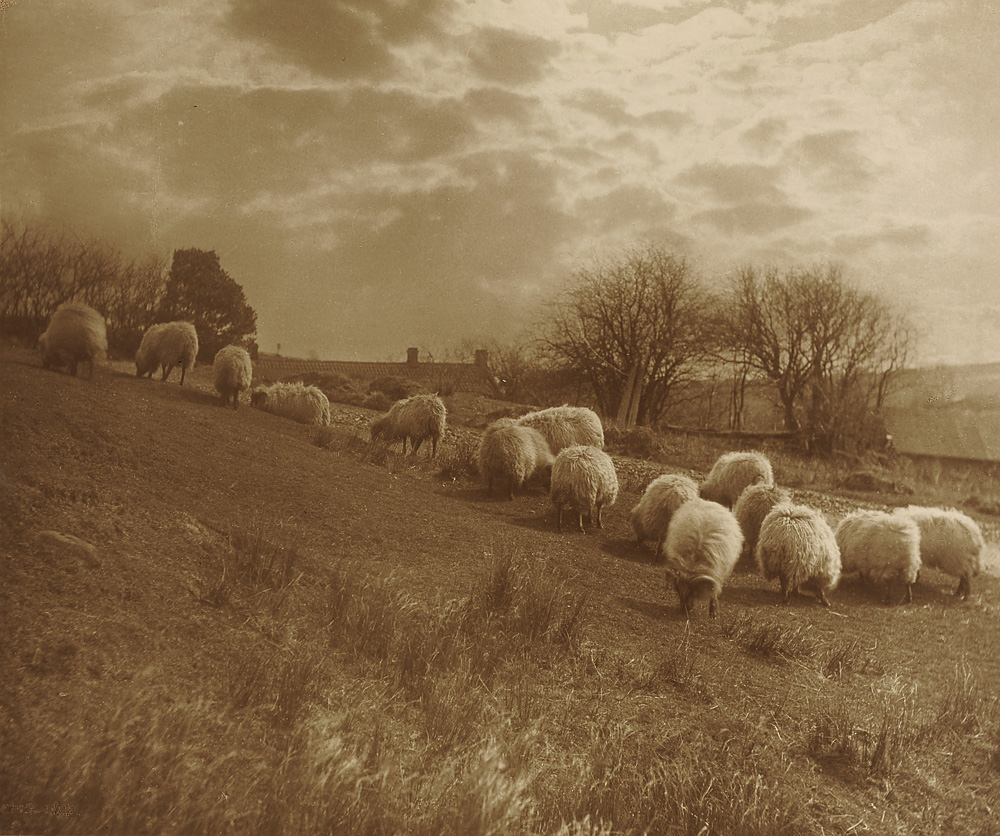
Пейзаж с овцами, пасущимися на лугу
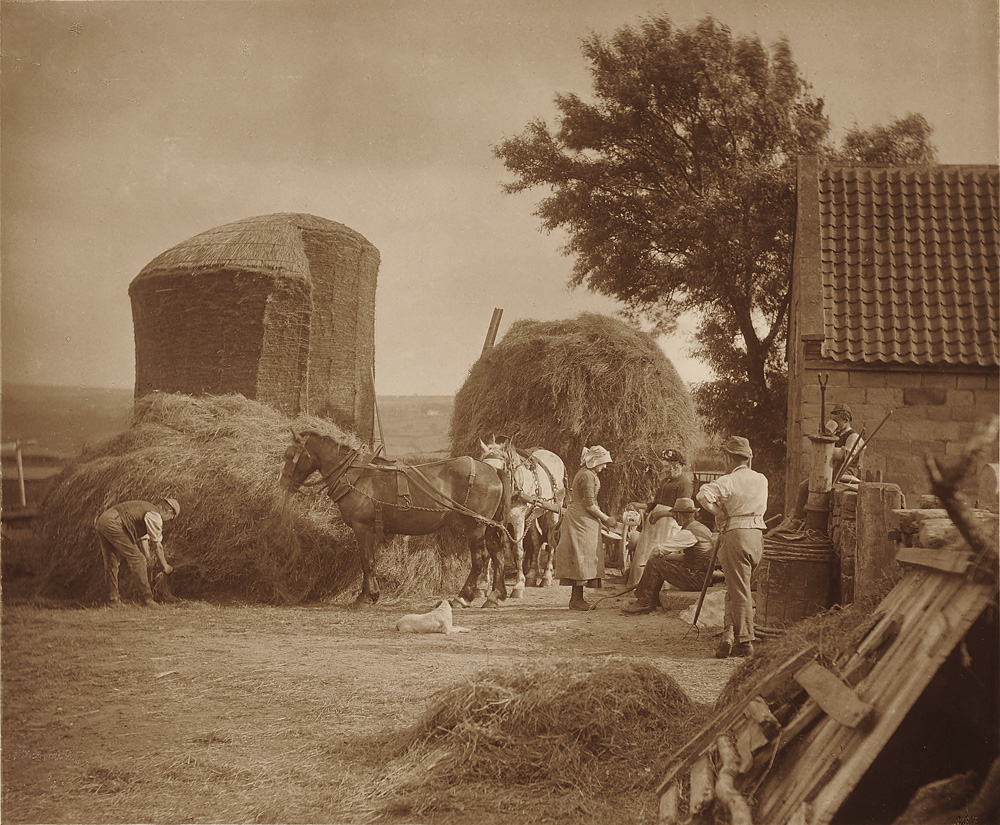
Группа людей загружает сено в телегу, запряжённую двумя лошадьми
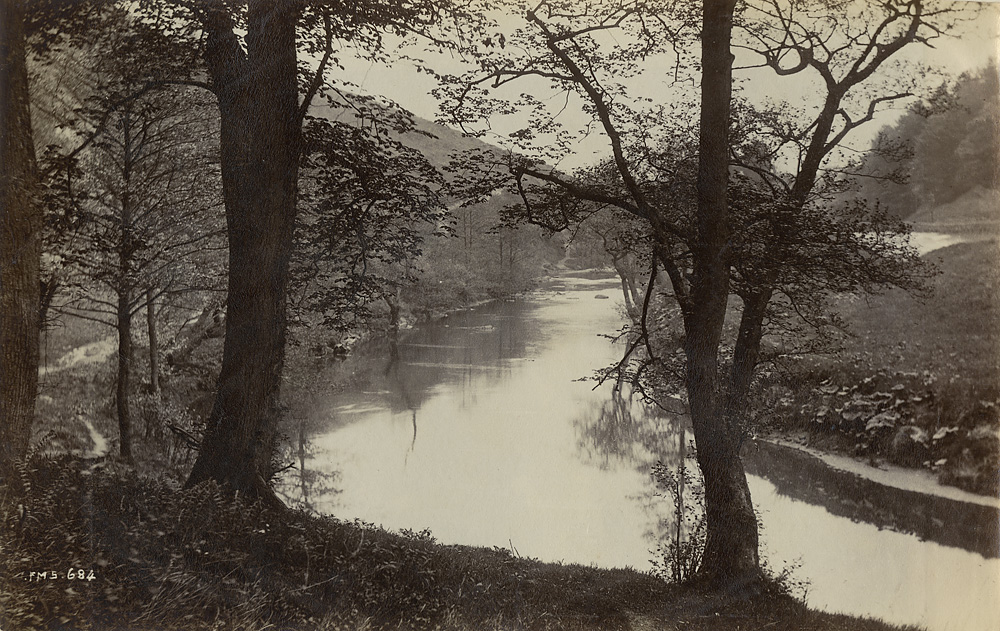
Пейзаж с деревьями и рекой, около 1893

### «Суровые реалии»

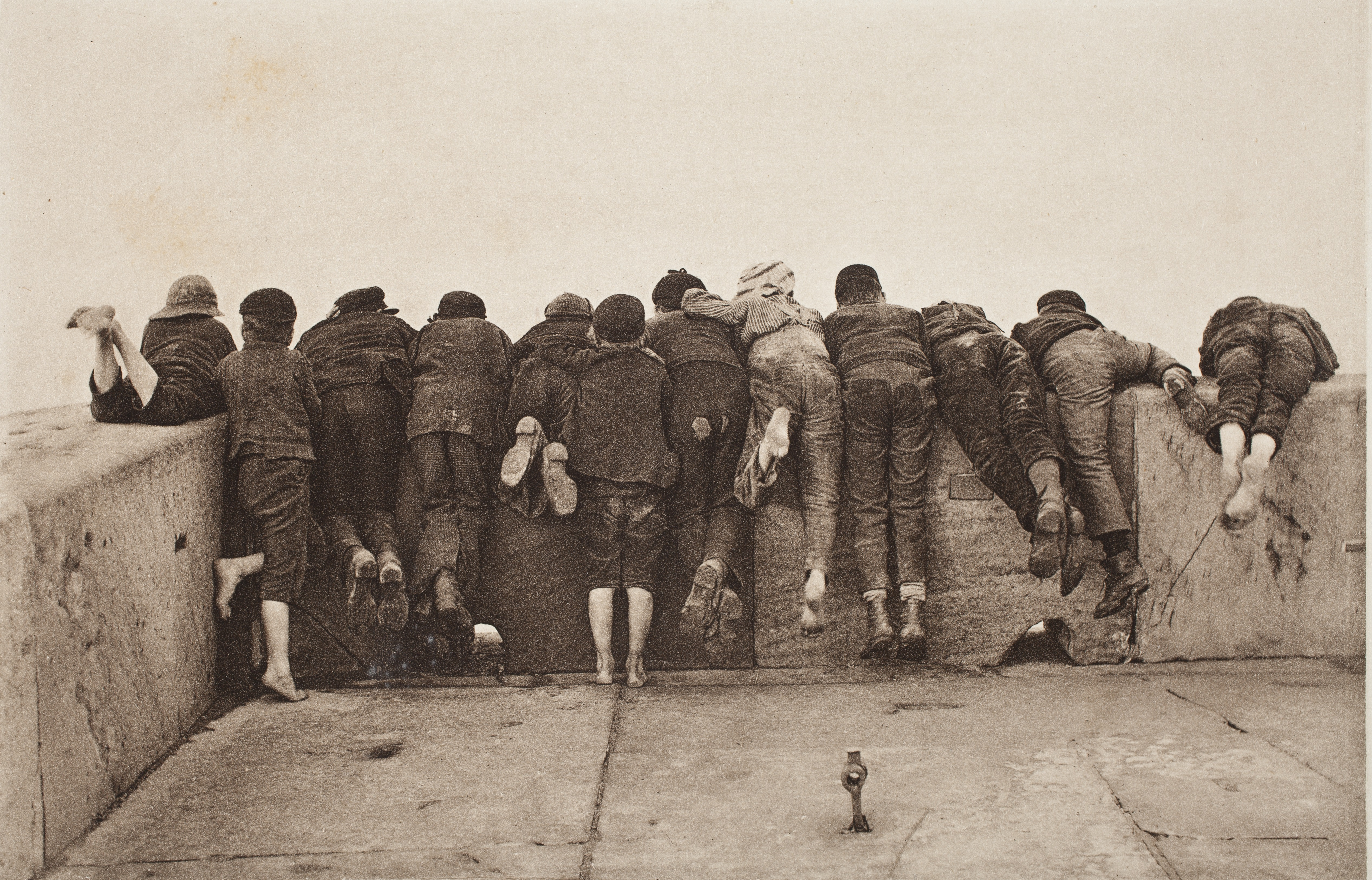
Фрэнк Сатклифф. Суровые реалии, между 1889 и 1891

Гэри Майкл Долт и Джейн Коркин датировали этот снимок (в их книге он носит название «Возбуждение» — англ. «Excitement», рассматриваемый авторами позитив находится в коллекции Галереи Джейн Коркин) 1885 годом, а один из позитивов фотографии, который находится в коллекции Музея искусств округа Лос-Анджелес, датирован 1889—1891 годами (англ. «Stern Realities», 11,8 × 18,4 см, Калифорния, США, инв. M.2008.40.2223.22, приобретён у Кэрол Вернон и Роберта Турбина). Гэри Майкл Долт и Джейн Коркин, авторы книги «Дети в фотографии: 150 лет», считали наиболее примечательным в этом снимке его горизонтальность. Они писали о смелости и радикальности такого приёма, так как каждая фигура мальчика на снимке представляет собой вертикаль. Все эти лежащие на парапете рядом друг с другом мальчики развёрнуты спиной к фотографу. Гэри Майкл Долт и Джейн Коркин писали о трёх чётко заметных зрителю горизонтальных частях снимка: каменная стена парапета, фигуры мальчиков над ним и пустота воздуха над их головами. Эта горизонтальность резко нарушается в левой части фотографии перпендикулярной секцией парапета и направленными к зрителю графически чёткими линиями швов в массивных огранённых камнях волнолома.
Гэри Майкл Долт и Джейн Коркин отмечали эффектность передачи фотографом воздуха над головами героев снимка и считали это пространство «своего рода товарным знаком фотографа». Питер Генри Эмерсон называл такое пространство за пределами чётко переданного на снимке объекта «принципом дифференцированного фокуса» — способом заставить задний план отступить, оставляя основной объект в высоком разрешении. Возможно, такой результат, как, например, указывает Майкл Хайли, был сознательно осуществлённым Сатклиффом техническим эффектом. С другой стороны, как допускали Долт и Коркин, это могло быть и естественным следствием «тумана, который… нависает над гаванью Уитби». Российская исследовательница видела в этой фотографии истоки («зачатки») социального направления в фотоискусстве, которое сформируется только в XX веке.

## Память

### Творческое наследие фотографа

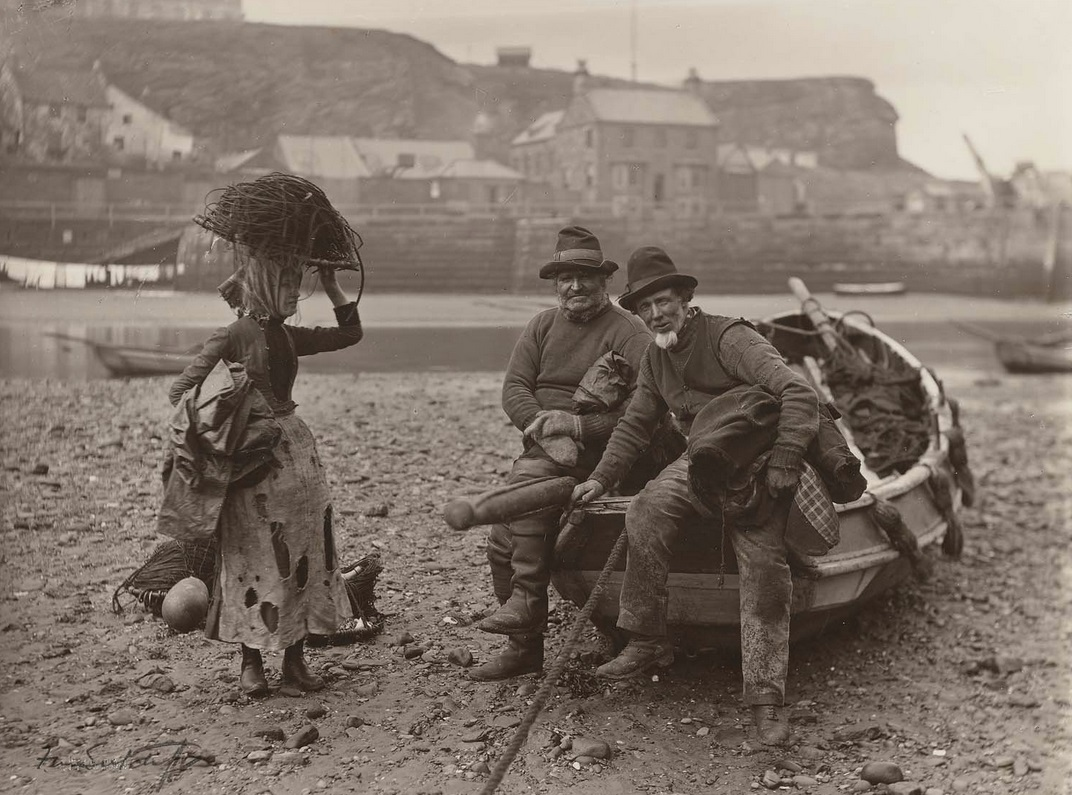
Фрэнк Сатклифф. Рыбаки, 1889

Гас Макдональд утверждал, что, несмотря на презрительное отношение Сатклиффа к фотографии, его снимки получают с течением времени всё большее и большее признание в мире любителей искусства, в то время как работы других пикториалистов из The Linked Ring воспринимаются в наше время только как живописные диковинки или лоты для аукционов. Он сопоставлял по историческому значению и художественным качествам фотографии мастера из Уитби с работами шотландцев Дэвида Октавиуса Хилла и Роберта Адамсона, созданными в 1840-х годах и посвящёнными рыболовам.

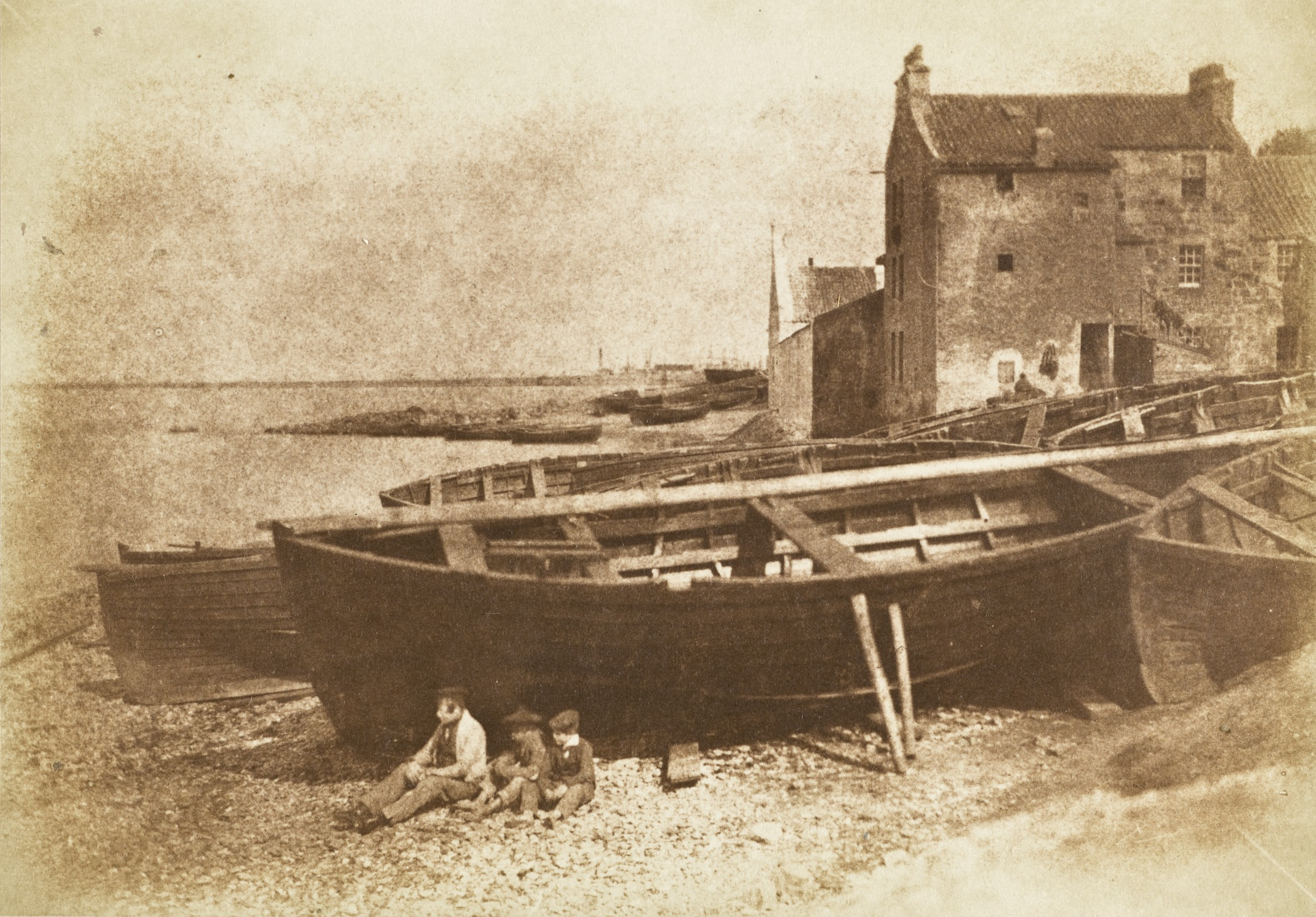
Дэвид Хилл и Роберт Адамсон. Пляж в, 1845

Крупное собрание фотографий Фрэнка Сатклиффа находится в настоящее время в Галерее Сатклиффа в Уитби. Она была основана в 1959 году, когда её создатели приобрели коллекцию из 1500 оригинальных стеклянных негативов, снятых Сатклиффом. Последние 60 лет владельцами коллекции являются члены семьи Шоу. Коллекция включает работы с 1875 по 1910 год. Один из владельцев галереи Билл Эглон Шоу к середине 1970-х годов разложил их в альбомы, но они не расположены в тематической или хронологической последовательности, хотя каждая получила свой инвентарный номер. Был составлен каталог собрания. Билл Эглон Шоу собирал информацию о каждой фотографии (в основном касающуюся датировки, места и личности людей, запечатлённых на снимке), и такие данные нанесены карандашом на оборотной стороне снимка. Доступ к архиву Сатклиффа возможен только для исследователей, но Галерея Сатклиффа является коммерческим частным предприятием, поэтому потенциальный исследователь должен заранее сообщить владельцу коллекции о своём желании использовать его в научных целях, чтобы получить разрешение на просмотр (доступ к собранию с июля по сентябрь ограничен из-за туристического сезона). Сотрудники Галереи создали персональный сайт фотографа, на котором, правда, в малом разрешении, размещены его работы из коллекции Галереи. Есть его фотографии также в коллекции Литературно-философского общества Уитби и в других национальных и зарубежных коллекциях.
Галерея Сатклиффа издала несколько книг и альбомов, посвящённых биографии и творчеству Сатклиффа, в которых опубликовано примерно 200 фотографий, сделанных им в основном в период с 1880 по 1910 год, а Галерея Гордона Фрейзера издала монографию Майкла Хилея, которая, помимо биографического очерка и анализа творчества Сатклиффа с технической и эстетической точек зрения, содержит также приложение из более чем 60 фотографий, некоторые из которых дублируют те, что представлены в издании Галереи Сатклиффа. Около тысячи снимков фотографа к 1976 году вообще не были опубликованы.
В октябре 1985 года в Christopher Wood Gallery (район Белгрейвия в английском городе Уинчестер) состоялась выставка «Фрэнк Мидоу Сатклифф (1853—1941): Фотограф Уитби». В 1998 году в Lee Gallery в американском городе Уинчестер в штате Массачусетс состоялась выставка, на которой были представлены работы фотографов натуралистического направления в Великобритании конца XIX века. На ней были представлены и работы Фрэнка Сатклиффа.

### Фотографии Сатклиффа и британская культура
Перед созданием романа «Дракула» Брэм Стокер побывал в Уитби. Его биограф, профессор современной английской литературы в Университетском колледже Лондона Джон Сазерленд предполагал, что к этому времени жители города ещё не забыли о гибели в гавани Уитби русской шхуны «Дмитрий» из Нарвы в октябре 1885 года. Судно затонуло на печально известной песчаной косе во время грозы. Вся команда утонула. Фотография разбитой шхуны была сделана Фрэнком Мидоу Сатклиффом. Спустя годы она продавалась в городе в виде открыток. Сазерленд считал, что Стокер неизбежно должен был их увидеть. Стокер также, возможно, слышал местную городскую легенду, которая утверждала, что на корабле был груз гробов, которые выносило море на берег вместе с трупами моряков в течение нескольких дней после того, как шторм утих. Под влиянием посещения Уитби Стокер задумал «Дракулу».

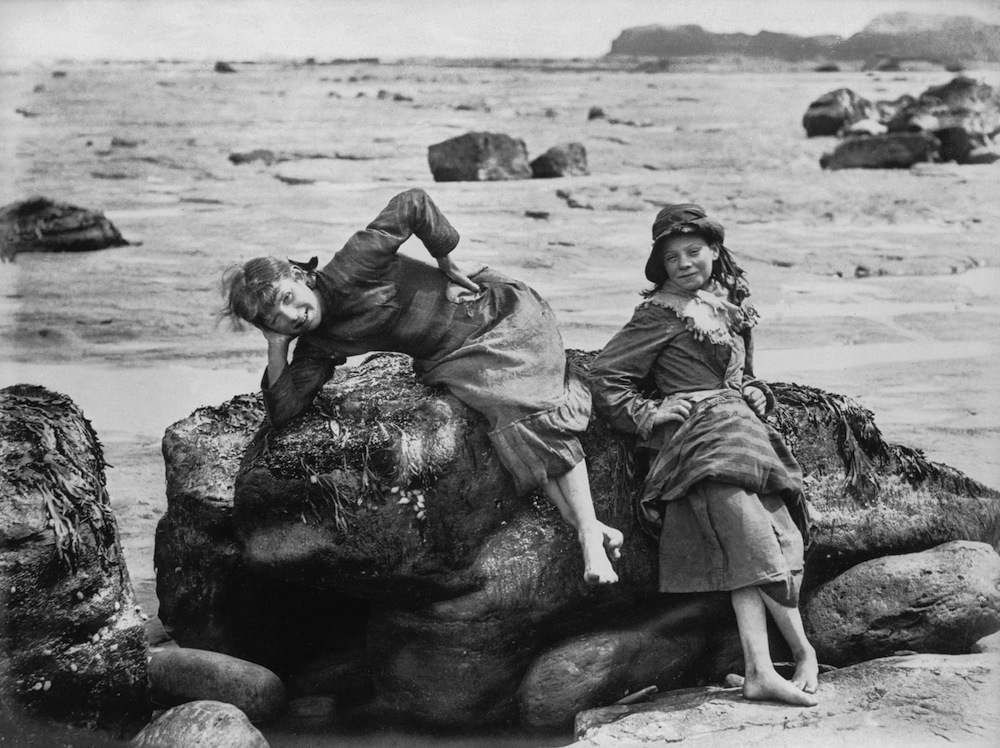
Фрэнк Сатклифф. Собирательницы устриц (морских блюдечек), 1880-е

Дэвид Стивенс в своей статье в журнале «Изменение английского языка: исследования в области культуры и образования» описывает опыт проведения урока в британской средней школе по одной из фотографий Фрэнка Сатклиффа «Собирательницы морских блюдечек» (англ. «Limpet gatherers», 1880-е, 15,2 × 20,3 см, фотография была продана на аукционе Christie's 11 мая 2001 года, лот 216). На ней две девочки-подростка кокетливо позируют на фоне валуна в гавани Уитби. Задание учащимся заключается в сочинении и представлении одноклассникам «истории» этих девочек. Исследование «возможных смыслов», угадываемых на фотографии Сатклиффа, позволило, по мнению Стивенса, соединить современность (гавань Уитби) и прошлое (контекст викторианской эпохи) и в результате дало учащимся представления о «социальных и культурных ожиданиях молодых людей» конца XIX века и о том, как они меняются с течением времени.